# Équipe du pays de Galles de rugby à XV
Vous lisez un « article de qualité » labellisé en 2007.
Cet article traite de l'équipe masculine. Pour l'équipe féminine, voir Équipe du pays de Galles féminine de rugby à XV.
L'équipe du pays de Galles de rugby à XV est l'équipe nationale qui représente le pays de Galles dans les compétitions internationales majeures de rugby à XV, la Coupe du monde de rugby à XV et le Tournoi des Six Nations (appelé Tournoi dans la suite de l'article).
Elle est considérée comme l’une des meilleures sélections nationales au monde en raison de son palmarès. En particulier, plusieurs joueurs gallois des années 1970, les Barry John, Gareth Edwards, JPR Williams, Phil Bennett, John Taylor et Gerald Davies, sont reconnus parmi les plus grands joueurs de l'histoire du rugby à XV. Les années 1980 et 1990 ont entamé le crédit des Gallois. Cependant, l'année 2005 voit le retour en grâce d'un jeu gallois dynamique et offensif.
La Welsh Rugby Union (WRU) a la charge de gérer l'équipe du pays de Galles de rugby à XV, qui dispute ses matchs à domicile au Millennium Stadium de Cardiff. Le rugby à XV est un sport populaire qui fait partie de la culture nationale du pays de Galles. L'équipe du pays de Galles, surnommée le « XV du Poireau » (emblème du pays de Galles), ou « les Dragons », dispute chaque année le Tournoi des Six Nations contre les meilleures équipes européennes ; elle possède d'ailleurs le deuxième plus beau palmarès de la compétition, après l'équipe d'Angleterre. La sélection effectue aussi régulièrement des tournées afin de se confronter aux meilleures équipes de l'hémisphère Sud, l'Afrique du Sud, l'Australie et la Nouvelle-Zélande. Elle a également participé à toutes les éditions de la Coupe du monde de rugby depuis sa création. Elle l'organise d'ailleurs en 1999, et y termine demi-finaliste en 1987, en 2011 et en 2019.

## Historique

### Rencontres et brouilles britanniques (1880-1899)

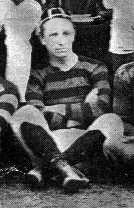
Charles Newman au 1er match international du pays de Galles.

L'histoire du XV gallois débute en 1880 par une série de rencontres face à des clubs et comtés anglais, Gloucestershire et Somerset, notamment. Après avoir affronté Écossais et Irlandais, les Anglais acceptent de rencontrer les Gallois en début d'année 1881. La partie qui se dispute à Blackheath (banlieue de Londres) le 19 février 1880 tourne au désastre pour les visiteurs qui concèdent la plus large défaite jamais enregistrée alors en match international. Les Gallois ne marquent rien face à des Anglais qui inscrivent treize essais, sept transformations et un drop. L'addition aurait d'ailleurs pu être plus lourde, mais l'arbitre anglais Arthur Guillemard refuse notamment un essai tout à fait valable aux Anglais. Robert Hunt marque un essai en traversant une bonne partie du terrain sans qu'aucun joueur gallois ne parvienne seulement à le toucher. L'arbitre statue que ce type d'action n'est pas du rugby, et il annule l'essai. James Bevan (cap.), George Harding, Charles Newman, Edward Peake, Frank Purdon, Richard Williams participent à cette rencontre côté gallois...
À la suite de cette débâcle, le rugby gallois tente de s'organiser pour rattraper son retard. La Welsh Rugby Union est ainsi créée le 12 mars 1881 dans le Castle Hotel de Neath tandis que la sélection nationale dispute une série de trois matchs en 1881-1882 face aux comtés anglais du Nord de l'Angleterre (North of England), à la sélection des Midlands (English Midlands), et à l'équipe d'Irlande. Ce dernier match se joue en Irlande le 28 janvier 1882 à Lansdowne Road à Dublin avec la première victoire galloise 8 points à 0 (quatre essais et deux transformations) en match international.
Le 16 décembre 1882, les Gallois reçoivent à St Helens (Swansea) le « XV de la Rose » pour une défaite 0 à 10 dans le cadre du premier match du tournoi britannique devant 3 000 spectateurs. Le 8 janvier 1883 à Raeburn Place (Édimbourg) c'est l'Écosse qui reçoit et bat le pays de Galles par 9 points à 3.
Ce n'est qu'en 1884 que les quatre équipes se rencontrent toutes pendant la même saison ; en effet il manque un match à l'édition de 1883 pour que le Tournoi soit disputé complètement. Les éditions de 1885, 1887 et 1889 ne sont pas terminées, à la suite de disputes entre fédérations. Lors des quatre premières éditions, l'Angleterre et l'Écosse terminent aux deux premières places.
Les Anglais sont boycottés lors des éditions de 1888 et 1889 en raison de leur refus de reconnaître l'International Rugby Board, nouvellement créée par les trois autres nations.
Le pays de Galles conduit par Tom Clapp remporte la première victoire contre l'équipe d'Écosse à Rodney Parade le 4 février 1888 sur le score de 1 à 0.

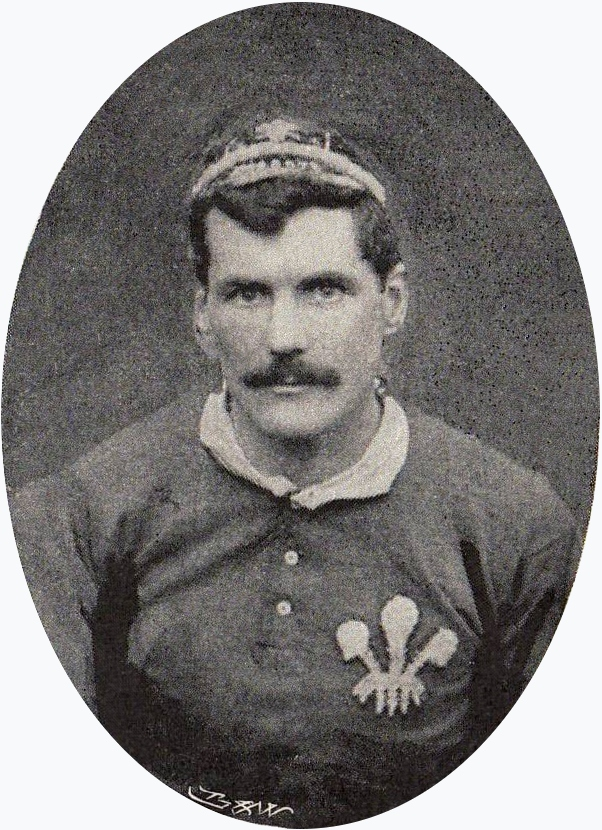
Arthur Gould.

Après avoir accroché un score nul et sans point le 8 janvier 1887 à Llanelli, le pays de Galles bat pour la première fois l'équipe d'Angleterre 1 à 0 le 15 février 1890. Ce succès est arraché par les trois-quarts gallois et un jeu de passes efficace malgré des conditions difficiles avec vent et chute de neige à Dewsbury.
En 1893, le pays de Galles remporte son premier tournoi britannique avec en plus une Triple couronne, c'est-à-dire une victoire sur chacune des autres nations britanniques et irlandaise. Il met fin à la double hégémonie anglo-écossaise. Les Gallois ont une équipe impressionnante et un nouveau système de jeu qui change la face de ce jeu. Le système à « quatre trois quarts » mis en place depuis 1890 porte ses fruits. Le système à « six arrières/neuf avants » n'est plus de taille contre le système gallois et avoir quatre trois quarts devient une norme au niveau des équipes nationales comme des clubs. Arthur Gould est l'âme et le génie de cette équipe.
L'Irlande est à son tour compétitive et remporte des tournois. Le pays de Galles ne connaît que le succès de 1893. Arthur Gould est même au cœur d'un scandale, ce qui conduit au boycott du pays de Galles.

### Âge d'or et nouveaux adversaires (1900-1911)
De 1900 à 1911, les Gallois restent invaincus à domicile. Pendant cette période connue comme le premier « Âge d'or », ils perdent seulement sept matchs.
Le pays de Galles est alors inaccessible pour les Anglais qui de 1900 à 1909, perdent neuf matchs pour un nul et aucune victoire contre les Gallois (voir Angleterre-Galles en rugby à XV) .
Le pays de Galles commence le tournoi britannique 1900 par une victoire contre l'Angleterre, elle bat ensuite l'Écosse à Swansea et elle gagne en Irlande : la Triple couronne est remportée. Billy Bancroft, Jehoida Hodges, Willie Llewellyn, Gwyn Nicholls, Billy Trew sont quelques joueurs remarquables de cette équipe... Une défaite contre l'Écosse en 1901 les prive de victoire dans le tournoi. Ce n'est que partie remise puisqu'en 1902 victoire et Triple couronne sont au rendez-vous.
L'Écosse remporte les tournois 1903 et 1904, le pays de Galles perd contre les Écossais en 1903, ils perdent contre les Irlandais en 1904 et concèdent le match nul aux Anglais.
Le XV du Dragon commence le tournoi 1905 par une victoire contre l’Angleterre (25-0), elle bat l'Écosse (6-3) et reçoit l'Irlande pour le dernier match (10-3) : la Triple couronne est de nouveau remportée. Rhys Gabe, Dick Jones, Dicky Owen, Charlie Pritchard, Twyber Travers ont rejoint les Jehoida Hodges, Billy Trew, Gwyn Nicholls...
Les Gallois invaincus en 1905 affrontent une autre équipe invincible, les All Blacks. Le pays de Galles est la seule équipe qui batte les Originals à Cardiff, par 3 à 0. Cette victoire est contestée en Nouvelle-Zélande, un essai néo-zélandais qui a été refusé aurait conduit à un match nul (3-3). C'est leur premier adversaire non britannique et non irlandais.

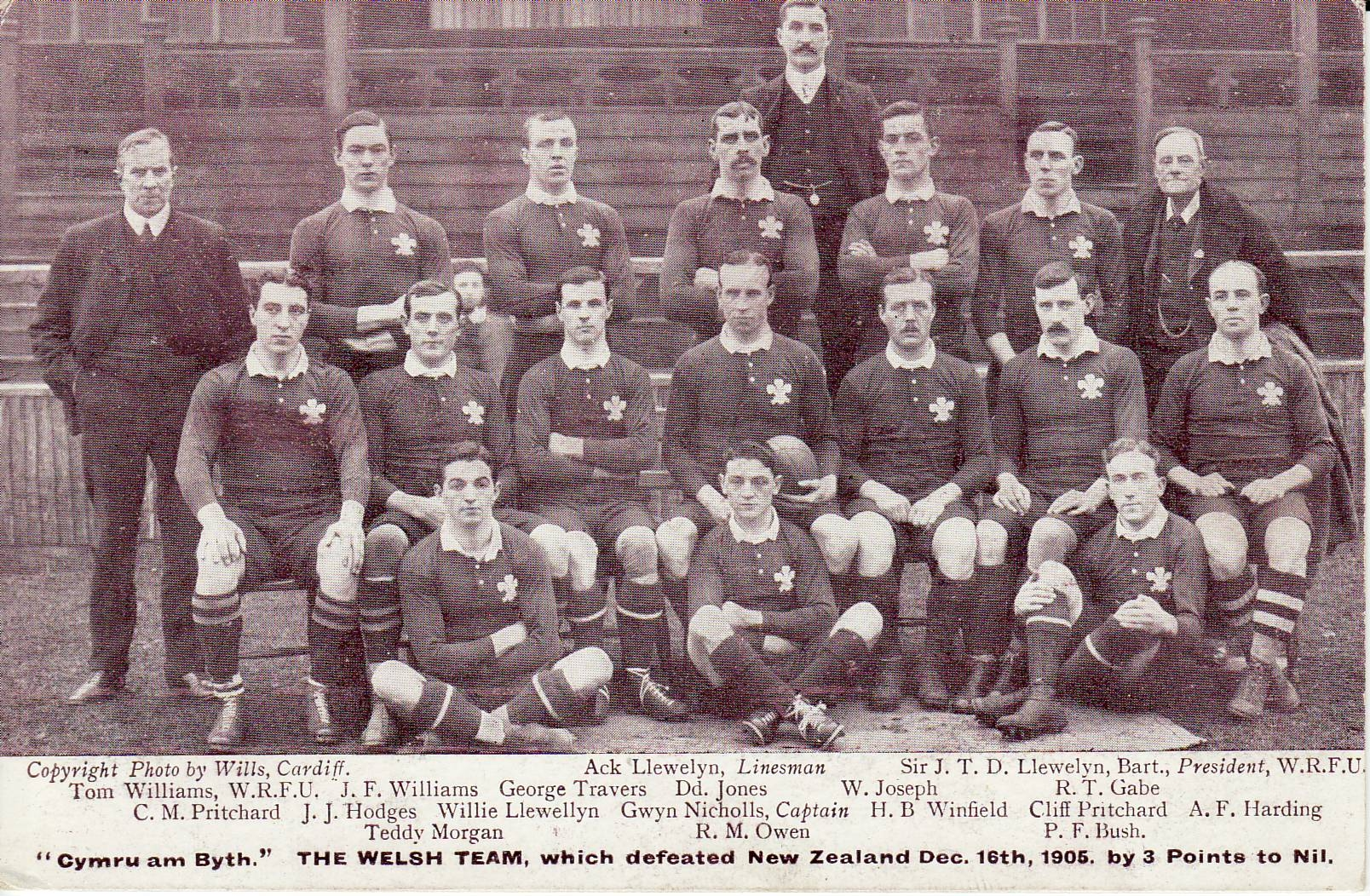
Les vainqueurs des Originals, les premiers All Blacks.

En 1906, le pays de Galles remporte les deux premiers matchs, les Gallois perdent contre l'Irlande et ils partagent avec leurs vainqueurs la victoire finale dans le tournoi. Le 1er décembre 1906, les Gallois rencontrent une nouvelle équipe, les Springboks. Ceux-ci font une tournée remarquable. Ils battent les Gallois 11 points à rien.

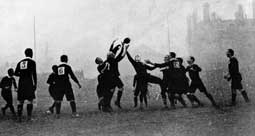
Galles - Nouvelle-Zélande en 1905.

En 1907, après avoir largement battu les Anglais 22 à 0, les Gallois perdent le 2 février contre les Écossais. Le XV du Dragon enchaîne par la suite onze victoires, remportant au passage deux Triples couronnes doublées de victoires sur les Français (36-4, 47-5). Le 12 décembre 1908, ce sont les Wallabies qui affrontent les Gallois qui leur font mordre la poussière (9-6).
Le premier Tournoi des Cinq Nations 1910 est remporté par l'Angleterre ; la France étant admise dans le Tournoi.
Le pays de Galles réussit le premier Grand chelem officiel en 1911 (battant donc les quatre autres nations), ils doivent attendre près de quarante ans pour connaître le bonheur d'en obtenir un nouveau.
C'est le premier âge d'or du pays de Galles qui gagne sept fois le Tournoi en douze éditions. L'équipe galloise des années 1900 est entrée dans l'histoire. Elle domine l'hémisphère Nord, elle bat l'équipe des All Blacks en tournée, les chiffres sont éloquents. Pendant la période 1900 à 1911, le pays de Galles dispute 43 matchs contre sept nations : il en remporte 35, subit sept défaites et concède un match nul, soit 81 % de réussite. Dix des douze matchs contre le XV de la Rose sont gagnés, dix sur douze également contre les Irlandais. Contre les Français, les Gallois remportent quatre larges victoires, marquant au total 147 points contre 23. L'Écosse remporte quatre tournois britanniques (1901, 1903, 1904, 1907) et pourtant les Gallois comptent neuf victoires pour trois défaites pour douze rencontres disputées (voir Écosse-Galles en rugby à XV). Enfin, une défaite sanctionne la seule rencontre contre les Springboks ; les Australiens sont battus en 1908 et les All Blacks en 1905.

### Des temps plus difficiles (1912-1939)
Le stade de Twickenham a accueilli le XV de Galles en 1910. En 1912 et les années paires suivantes, il voit toujours les Gallois trébucher (voir Angleterre-Galles en rugby à XV) . L'équipe d'Angleterre enchaîne les succès de prestige. Le XV de la Rose réussit le Grand chelem en 1913, il défend son titre avec brio en 1914 avec un autre Grand chelem.
La première Guerre mondiale met fin aux rencontres internationales de 1915 à 1919, pour un retour du Tournoi en 1920.
Le pays de Galles gagne contre l'Angleterre mais perd en Écosse. Les Anglais l'emportent contre les Écossais lors du dernier match et les trois pays terminent premiers ex æquo.
En 1921, le pays de Galles perd deux matchs. L'année suivante, trois victoires et un match nul permettent aux Gallois de gagner seuls le Tournoi 1922.

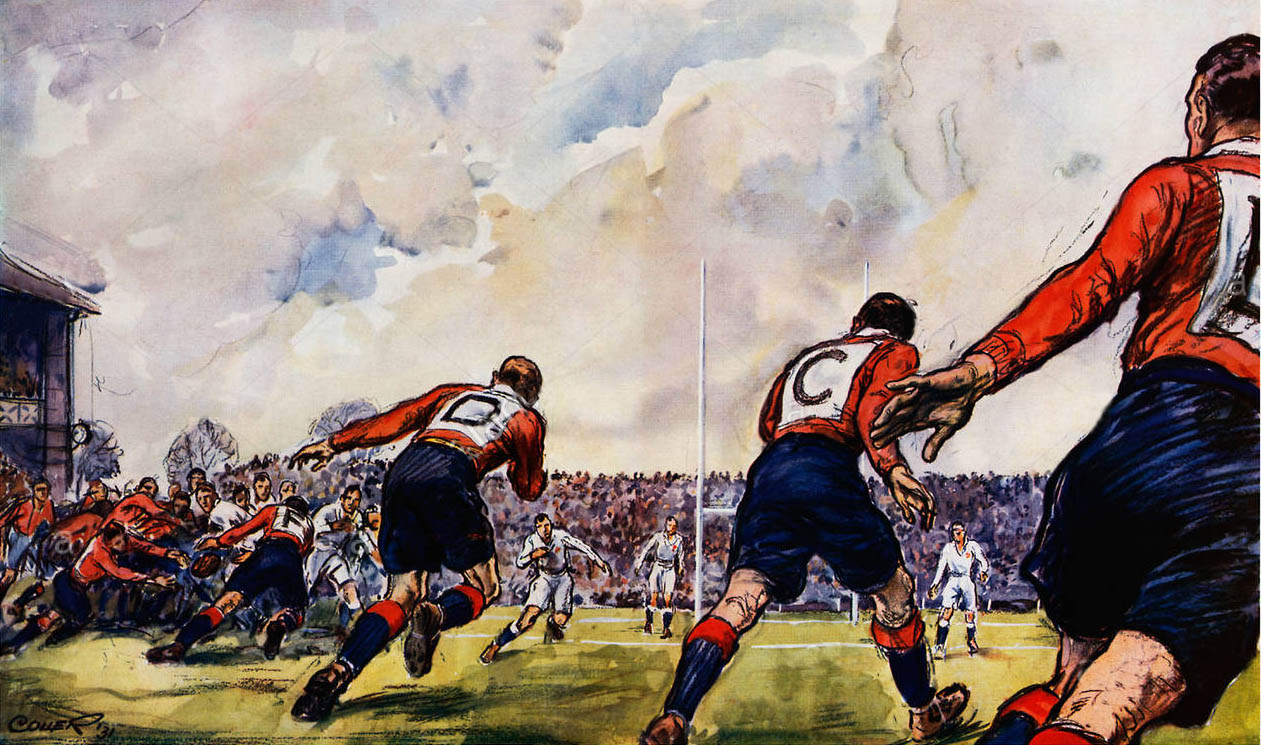
Angleterre - Galles en 1931.

En 1923, 1924 et 1925, seule une victoire contre la France sauve les apparences... Si le Tournoi 1926 est meilleur, celui ce 1927 est mauvais. En 1928, les Gallois perdent contre la France (voir France-Galles en rugby à XV)  mais s'imposent contre les Écossais.
En 1929 et en 1930 les Gallois remportent deux matchs seulement. L'année suivante, trois victoires et un nul leur permettent de gagner seuls le Tournoi des Cinq Nations 1931.
La France ne participe plus au Tournoi à partir de 1932. Les Gallois débutent par deux victoires en 1932, les Irlandais les battent lors du dernier match et c'est une victoire partagée à trois… 

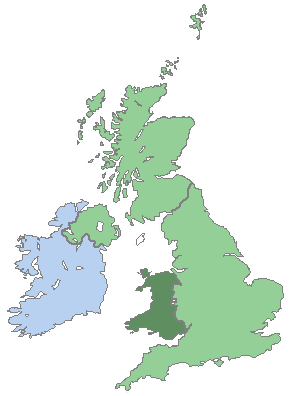
Carte du pays de Galles (en vert foncé) dans le Royaume-Uni contemporain (en vert).

Le 21 janvier 1933, les Gallois conduits par Watcyn Thomas emportent leur première victoire à Twickenham. Le reste de la compétition est cependant difficile. Une grave crise mondiale se propage dans les pays industrialisés et le pays de Galles est sévèrement touché par le chômage. 500 000 Gallois vont chercher du travail à l'étranger. Le pays de Galles est dévasté, les industries de la construction navale, des charbonnages et de l'acier sont particulièrement touchées.
En 1934, le pays de Galles gagne deux rencontres dans le Tournoi, en 1935, il présente un bilan équilibré. Le 21 décembre 1935, Haydn Tanner connaît sa première sélection contre les All Blacks pour un succès de prestige 13 à 12,. Claud Davey, Harry Payne, Idwal Rees et Don Tarr évoluent également à Swansea et participent à cette victoire.
En 1936, deux victoires et un match nul permettent de remporter seul le tournoi. Mais en 1937, trois défaites condamnent les Gallois à la cuillère de bois.
L'année 1938 voit les Gallois gagner deux matchs du tournoi, ils font aussi bien en 1939, ce qui suffit alors à partager la victoire finale à trois.
En 23 éditions, le pays de Galles a remporté seul trois tournois et en a partagé trois autres. Après la victoire de 1922, il a fallu attendre 1931 pour connaître un nouveau succès.

### Six victoires dans le Tournoi en dix éditions (1947-1956)
Après une interruption due à la Seconde Guerre mondiale, le Tournoi reprend en 1947 avec la participation de la France qui est réadmise après le Tournoi de 1939. Les Gallois perdent le premier match contre le XV de la rose, c'est leur seule défaite lors du Tournoi de reprise et ils partagent la victoire avec les Anglais. Le 20 décembre 1947, ils battent l'Australie 6 à 0.
1948 et 1949 ne comptent qu'une victoire galloise dans un match de chaque édition du Tournoi.
Le pays de Galles se reprend en 1950, réussissant le Grand chelem, il ne concède que huit points pour 50 marqués. Il compte des joueurs brillants comme Bob Evans, Ken Jones, Malcolm Thomas…
Cette victoire est la première d’une série de cinq victoires en sept ans dans le Tournoi, de 1950 à 1956. 1951 se solde par trois défaites, un nul et une victoire.
Le pays de Galles réussit sur des scores serrés à remporter le Tournoi des Cinq Nations 1952 avec le Grand chelem à la clé. L'Angleterre bat les Gallois en 1953 et les prive d'un second Grand chelem consécutif.
Bleddyn Williams, le « prince des centres » est à la fois le capitaine de son club Cardiff et du pays de Galles dans leurs victoires respectives sur les All Blacks en 1953.
Les Gallois perdent le premier match du Tournoi des Cinq Nations 1954 contre le XV de la rose, c'est leur seule défaite lors de la compétition et ils partagent la victoire avec les Anglais et les Français qui battent l'Angleterre 11 à 3 lors de la dernière journée.
Le samedi 26 mars 1955 au stade de Colombes de Paris, la dernière journée du Tournoi des Cinq Nations 1955 oppose l'équipe de France de rugby à XV à l'équipe du pays de Galles (voir match de rugby à XV France - Galles (1955)). Les Gallois arrivent au Stade de Colombes pour tenter de partager la victoire dans le Tournoi. Les Français comptent trois victoires pour trois matchs et ils veulent remporter le Tournoi et le Grand chelem, le premier de leur histoire. Mais la France doit attendre 1968 car le pays de Galles qui compte deux victoires et une défaite réussit à remporter le match et ainsi à partager la victoire dans le Tournoi avec leurs vaincus du jour.
En 1956, le pays de Galles compte trois victoires et une défaite contre l'Irlande et gagne seul le Tournoi.
Le pays de Galles de cette décennie a vu des joueurs de talent comme Bleddyn Williams, Jack Matthews, Cliff Morgan, Ken Jones, Lewis Jones, John Gwilliam, Bryn Meredith, Courtenay Meredith, Clem Thomas et Rhys Haydn Williams. Les Gallois ont fourni de nombreux joueurs aux Lions en 1950 en Australie et Nouvelle-Zélande, en 1955 pour une tournée en Afrique du Sud.
C'est la troisième meilleure décennie du pays de Galles qui gagne cinq fois le Tournoi en sept éditions. Pendant la période 1947 à 1956, l'équipe du pays de Galles a disputé 43 matchs pour 28 victoires, 13 défaites et deux matchs nuls, soit 65 % de réussite. Six des dix matchs contre le XV de la Rose sont gagnés pour un nul et trois défaites, sept sur dix contre les Écossais, sept sur dix contre la France, les Irlandais comptent trois victoires, un nul pour six défaites sur dix rencontres. Une défaite a sanctionné le seul match contre les Springboks, mais les Australiens ont été battus. Et les All Blacks ont également perdu en 1953.

### Une transition (1957-1968)
En 1957, 1958 et 1959, avec seulement deux victoires lors de chaque édition, le pays de Galles ne remporte pas le Tournoi. Mais le 4 janvier 1958 cependant, les Gallois battent les Australiens par 9 points à 3.
En 1960 et en 1961, le pays de Galles perd deux matchs. En 1962, les Gallois gagnent un match et réalisent deux matchs nuls. En 1963, une seule victoire tombe dans l'escarcelle des Dragons. L'année suivante, deux victoires et deux nuls permettent de partager la victoire dans le Tournoi 1964.
En 1965 et en 1966, trois victoires et une défaite permettent de gagner seul les Tournois 1965 et 1966.
En 1967 et en 1968, le pays de Galles ne remporte qu'une victoire par Tournoi.

### Sur le toit du rugby européen (1969-1979)

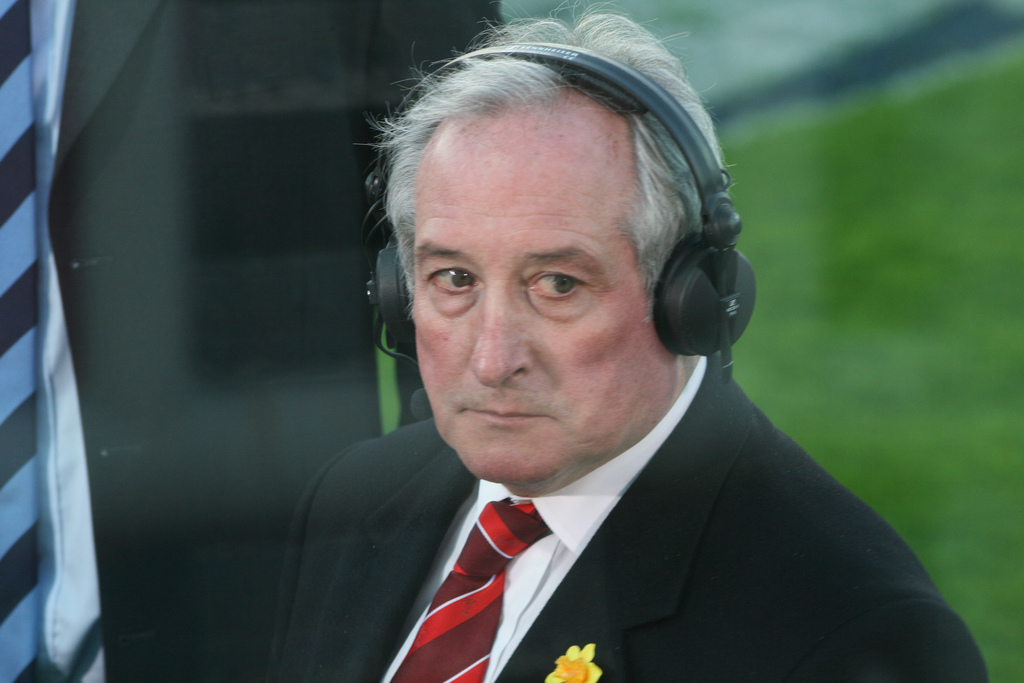
Gareth Edwards en 2009.

Les Gallois dominent sans partage le rugby européen durant les années 1970 avec huit Tournois gagnés : 1969, 1970, 1971, 1973, 1975, 1976, 1978, et 1979 dont trois Grand chelems en 1971, 1976 et 1978.
L'Irlande gagne en 1973 et 1974, la France en 1970 (victoire partagée avec les Gallois), 1973 et en 1977, avec un Grand Chelem.
Le pays de Galles a terminé premier du Tournoi des Cinq Nations 1969 en remportant trois victoires et en faisant match nul contre la France.
Le pays de Galles réalise le Grand chelem en 1971 avec pratiquement la même équipe.
Cette victoire est la première d'une longue série de huit victoires en onze ans dans le Tournoi, de 1969 à 1979.
Dix-huit joueurs ont contribué à ce succès. L'équipe est surtout connue pour son quatuor des lignes arrières : Gareth Edwards, Barry John, Gerald Davies et JPR Williams. Barry John est fils de mineur. Son partenaire à Cardiff et pour l’équipe nationale, Gareth Edwards, demi de mêlée, est lui aussi issu d’un village minier. Le paquet d’avants est aussi d’excellente qualité, avec cinq joueurs qui ont évolué avec les Lions. Clive Rowlands est l’entraîneur pendant 29 matchs de 1968 à 1974. John Dawes lui succède de 1974 jusqu’à 1979.
Les Gallois font une tournée d'été en Nouvelle-Zélande et en Australie avec trois tests à la clé : les All Blacks l'emportent 19-0 et 33-12. Les Gallois battent les Wallabies 19-16.
Le 24 janvier 1970, les Gallois réalisent pour la première fois un résultat non négatif contre les Springboks, un nul (6-6) à Cardiff.
Le Tournoi des Cinq Nations 1972 n’est pas achevé à cause des troubles en Irlande du Nord. Après le Bloody Sunday, un mouvement de foule met le feu à l’ambassade britannique de Dublin et des lettres de menace, prétendument de IRA, sont adressées aux joueurs. Les Écossais et les Gallois refusent de se déplacer en Irlande. En début de la saison suivante, le 2 décembre 1972, les Gallois rivalisent avec les All Blacks et perdent 19 à 16 à Cardiff.
Le Tournoi des Cinq Nations 1973 voit toutes les équipes gagner à domicile, soit deux victoires et deux défaites : c’est un résultat unique dans les annales, et par conséquent, elles gagnent toutes le Tournoi (à l'époque, la différence entre points marqués et encaissés n'est pas prise en compte).
Le Tournoi des Cinq Nations 1974 est très serré et les Gallois auteurs de deux nuls et d'une victoire lors de leurs trois premières sorties, laissent échapper le Tournoi en perdant 16 à 12 face aux Anglais à Twickenham lors de la dernière journée.
En 1975, les Gallois sont encore impressionnants : ils battent nettement les Français à Paris, les Irlandais et les Anglais à domicile. Une défaite 12 à 10 à Édimbourg les prive du Grand chelem, ils gagnent cependant le Tournoi.
Le pays de Galles et la France, tous les deux invaincus, se disputent la victoire dans le Tournoi des Cinq Nations 1976 (avec un Grand chelem à la clé) à l'Arms Park de Cardiff, le match est très disputé et se termine par une victoire des Gallois par 19 à 13.
La France remporte le Tournoi des Cinq Nations 1977, réalisant un Grand chelem : le duel contre les Gallois a été une nouvelle fois décisif.
Les deux équipes se disputent aussi la victoire dans le Tournoi et le Grand chelem en 1978 lors d'un autre match Galles - France dont les Gallois sortent cette fois-ci vainqueurs. Lors d’une tournée en Australie en juin 1978, les Gallois s'inclinent à deux reprises. Le 11 novembre 1978, les Gallois sont encore malheureux face aux All Blacks (13-12) à Cardiff.
En 1979, la France l'emporte à Paris contre les Gallois, cependant les Gallois gagnent le Tournoi.
C'est la décennie du pays de Galles qui gagne huit fois le Tournoi en dix éditions achevées. L'équipe galloise des années 1970 est entrée dans l'histoire comme peut-être la plus grande de toutes les équipes. Dominatrice sur l'hémisphère Nord, elle est capable de battre les équipes en tournée de l'hémisphère sud. Pendant la période 1969 à 1979, l'équipe du pays de Galles a disputé 53 matchs et remporté 36 victoires pour treize défaites et quatre matchs nuls, soit 68 % de réussite. Dix des onze matchs contre le XV de la Rose sont gagnés, neuf sur onze contre les Écossais, et les Irlandais comptent une victoire, un nul pour huit défaites pour dix rencontres disputées. Contre la France les Gallois remportent six victoires, pour trois défaites et deux matchs nuls. Un match nul a sanctionné la seule rencontre contre les Springboks, et les Australiens ont été battus à trois reprises pour deux défaites galloises. Par contre la bête noire des Gallois est l'équipe des All Blacks qui l'a emporté quatre fois sur quatre,.

### Le long déclin (1980-1989)
La décennie n’est pas fameuse pour l'équipe du pays de Galles.
Le Tournoi 1980 est moyen pour les Gallois, avec deux victoires sur quatre rencontres. Cette même année, ils jouent contre les All Blacks et ils perdent nettement 23-3 à Cardiff. En 1981 le scénario est le même qu’en 1980, deux défaites à l’extérieur pour deux victoires à domicile. L’Australie en tournée est battue 18-13.
Le XV gallois perd en 1982 son invincibilité à domicile en tournoi, un record qui tient toujours de 27 rencontres consécutives sans défaite et ce sont les Écossais qui s’imposent à l'Arms Park 34-18. Le pays de Galles termine dernier du tournoi, John Lloyd dont le contrat se termine après 14 matchs (6 V, 8 D), est remplacé par l’ancien demi d’ouverture John Bevan.
La Roumanie gagne contre le pays de Galles en 1983 après un tournoi moyen. Le Japon dans une rencontre qui n’a pas valeur de test match est proche de l’emporter (défaite 24-29 à Cardiff en 1983). En 1984, l’Écosse et la France gagnent à Cardiff et le pays de Galles l’emporte en Irlande et en Angleterre.
Alors que Gareth Edwards ou Phil Bennett étaient partis en 1978, les derniers dragons ont disparu : Allan Martin et JPR Williams en 1981, Graham Price en 1983… La période 1984-1987 n'est pas bonne pour le XV gallois, la crise économique fait rage, les matchs contre les Français se suivent et se ressemblent (succession de défaites) et les Gallois peinent contre les autres nations britanniques.
Le pays de Galles participe à la première coupe du monde en 1987, il joue dans le groupe B avec l'Irlande, les Tonga et le Canada. Le premier match est le sommet entre les Verts et les Rouges, il voit la victoire des coéquipiers de Paul Thorburn et Jonathan Davies 13-6. Les Gallois battent par la suite les Tonga 29-16 et le Canada 40-9 pour finir premier de la poule. L'Angleterre doit ensuite affronter le pays de Galles, elle est défaite sur le score de 16-3. En demi-finale, ils jouent contre les All Blacks et ils perdent nettement 49-6 et ce scénario est le même à chaque confrontation tant un fossé sépare les deux nations. Le pays de Galles termine 3e en battant les Wallabies.
Le pays de Galles commence le Tournoi 1988 par trois victoires contre les autres nations britanniques, la Triple couronne est remportée. Une courte défaite contre la France 10-9 prive les Gallois de Grand Chelem, cependant ils remportent le tournoi avec leurs vainqueurs. Le XV gallois perd ses deux test-matchs contre les All Blacks.
Le Tournoi 1989 est triste. Les entraîneurs se succèdent, les ressources financières du rugby à XIII du Nord de l’Angleterre attire un nombre record de joueurs de haut niveau qui changent de code : Allan Bateman, Jonathan Davies, John Devereux, David Young, ou Scott Gibbs, Scott Quinnell plus tard… Le pays de Galles a besoin d'une structure professionnelle pour survivre, c'est encore trop tôt.
Pendant la période 1980 à 1989, l'équipe du pays de Galles a disputé 60 matchs et remporté 30 victoires (29 défaites, 1 nul), soit 50 % de réussite. Les Bleus (2 défaites, 8 victoires) et les All Blacks (0 défaite, 5 victoires) sont impitoyables. Par contre, le XV de la rose est largement dominé par les Gallois (7 défaites, 1 nul, 3 victoires), les Wallabies ont été battus 2 fois contre 1, et les Gallois font jeu égal avec l'Irlande et les Écossais.

### Les années noires (1990-1999)
La décennie commence mal pour l'équipe du pays de Galles.
Le Tournoi 1990 est catastrophique pour les Gallois, avec quatre défaites en quatre rencontres. Cette même année, ils jouent contre les Namibiens en tournée pour enregistrer leurs deux seules victoires et ce, sur le score de 18-9, 34-30. En 1991 le scénario est le même qu'en 1990, aucune victoire dans le Tournoi n’est à mettre au crédit des Rouges, un match nul 21-21 contre les Irlandais permet d’éviter un naufrage total.
Le pays de Galles participe à la coupe du monde en 1991, il joue dans le groupe C avec l'Australie, l'Argentine et les Samoa. Le premier match voit la victoire des Samoa contre les Gallois 16-13. Les Gallois battent par la suite l'Argentine 16-7 et ils perdent lourdement contre les Australiens. Le pays de Galles termine 3e et est éliminé.
Avec deux victoires en 1992 et une en 1993, les résultats dans le Tournoi sont moins mauvais. En 1994, les Gallois gagnent leurs 3 premiers matchs. Ils perdent 15-8 la rencontre contre les Anglais mais ils gagnent le Tournoi. Le pays de Galles doit passer par les qualifications pour accéder à la coupe du monde en 1995, ils ne sont donc pas tête de série.
Le pays de Galles joue dans le groupe C avec la Nouvelle-Zélande, l'Irlande et le Japon. Le premier match voit la victoire des Gallois contre le Japon 57-10. Les Gallois perdent nettement contre les All Blacks 34-9. Le match décisif voit la victoire des Irlandais 24-23. Le pays de Galles termine 3e et il est de nouveau éliminé au premier tour. Le tournoi 1995 avait été décevant pour les Gallois tenants du titre, avec quatre défaites en quatre rencontres.
Avec deux victoires en 1996 et une en 1997, les résultats dans le Tournoi s'améliorent.
Le rugby se professionnalise en 1995. Kevin Bowring devient le premier entraîneur professionnel du pays de Galles en 1995, les Gallois voient le retour de joueurs partis du XV au XIII. Cependant, c'est peut-être la signature de Graham Henry comme entraîneur en 1998 qui permet au pays de Galles de renaître.
En 1998, le pays de Galles remporte deux victoires dans le tournoi. Mais il connaît des défaites cuisantes : 60-26 contre l’Angleterre, 7 essais et 51-0 contre la France à domicile à Wembley, 96-13 contre l'Afrique du Sud le 27 juin 1998.
Une série de dix victoires consécutives en 1999 permet au pays de Galles d'emmagasiner de la confiance avant d’aborder sa coupe du monde en 1999. Shane Howarth, Scott Gibbs, Dafydd James, Rob Howley, Scott Quinnell, Colin Charvis, Craig Quinnell, Garin Jenkins et surtout Neil Jenkins (humilié en 1998) participent à la revanche sur la France en s'imposant 34-33 à Saint-Denis pour leur premier match au Stade de France. Le Parc des Princes ne leur a jamais réussi avec pour 13 rencontres, une seule victoire en 1975 et 12 défaites.
Pour leur coupe du monde, le pays de Galles joue dans le groupe D avec le Japon, l'Argentine et les Samoa. Les Gallois battent l'Argentine 23-18 puis le Japon 64-15 avant de s'incliner contre les Samoa 38-31. Les Gallois terminent premiers de poule, ils affrontent les Australiens. Le pays de Galles perd 24-9.

### Nouveau millénaire: des résultats en dents de scie (2000-2007)
Avec trois matchs gagnés en 2000 et deux en 2001, les résultats dans le Tournoi sont moyens, même si les Gallois s'imposent une deuxième fois sur la pelouse du Stade de France. En 2002, le pays de Galles l'emporte seulement sur l'Italie et en 2003, c'est la Cuillère de bois. Les Gallois subissent dix défaites consécutives juste avant la Coupe du monde.
Le pays de Galles joue dans le groupe D avec la Nouvelle-Zélande, l'Italie, le Canada et les Tonga. Le premier match voit la victoire des Gallois contre le Canada 41-10. Avec deux autres victoires contre les Tonga et l'Italie, la qualification est acquise. Les Gallois perdent contre les All Blacks 53-37. Le pays de Galles termine deuxième et rencontre l'Angleterre en quart de finale. Une défaite 28-17 les élimine.

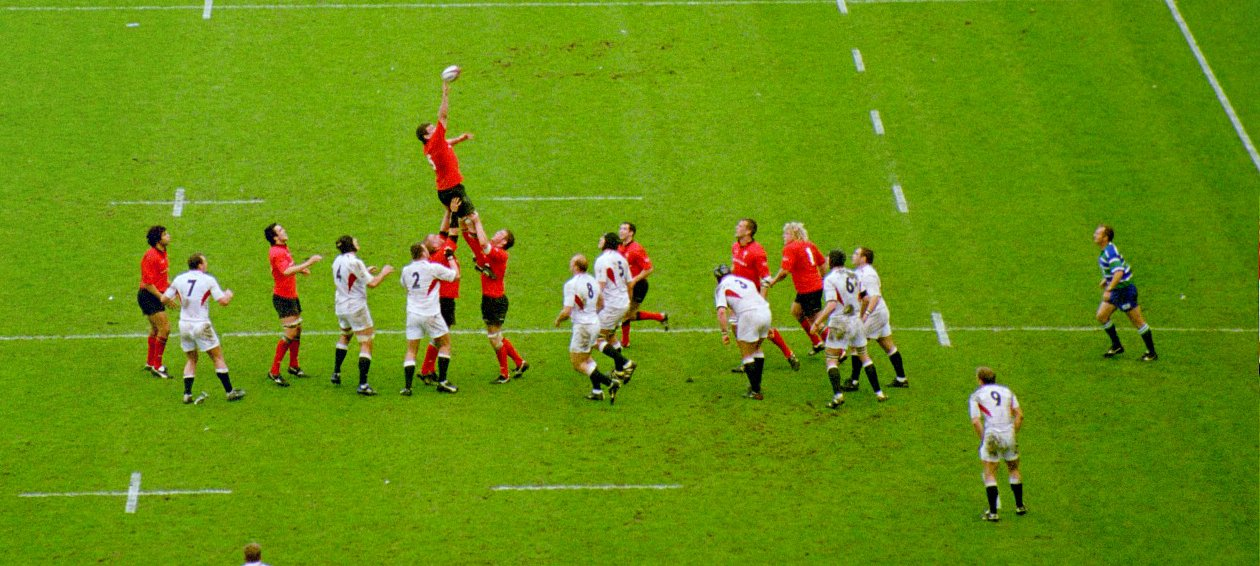
Angleterre-Galles dans le tournoi 2004.

Le Tournoi 2004 voit deux victoires galloises. En 2005, l'Irlande et la France sont favorites. Et c'est le Grand chelem gallois (voir : Équipe du pays de Galles de rugby à XV au Tournoi des Six Nations 2005). L'équipe joue, elle propose un jeu dynamique, un souffle nouveau... Martyn Williams, Dwayne Peel, Stephen Jones, Shane Williams sont les tauliers et Gavin Henson est la vedette... C'est la victoire également de Mike Ruddock, héritier de Graham Henry... Mais les éditions 2006 et 2007 ne confirment pas cette impression et le pays de Galles n'emporte qu'un match à chaque édition. Gareth Jenkins est l'actuel sélectionneur national du pays de Galles ayant succédé à Mike Ruddock en avril 2006.
En 2007, à l'occasion du centième anniversaire de leurs confrontations, les équipes de rugby d'Australie et du pays de Galles ont créé un trophée James Bevan qui récompense le vainqueur de leurs rencontres... James Bevan est né le 15 avril 1858 en Australie. C'était le premier capitaine de l'équipe du pays de Galles qui a disputé son premier test match le 19 février 1881, contre l'équipe d'Angleterre. La première rencontre est équilibrée ; les Gallois mènent dans les arrêts de jeu avant de perdre finalement 29 à 23. Le deuxième test match est perdu 31 à 0.
Le pays de Galles dispute la Coupe du monde 2007, organisée par la France. L'équipe est éliminée dès la phase de qualification après avoir perdu contre l'Australie et les Fidji. Gareth Jenkins est rapidement écarté et le 9 novembre 2007, le Néo-Zélandais Warren Gatland est nommé à la tête de l'équipe.

### 1ermandat de Warren Gatland: 4 victoires finales dont 3 Grand Chelem et 2 demi-finales de Coupe du monde (2008-2019)

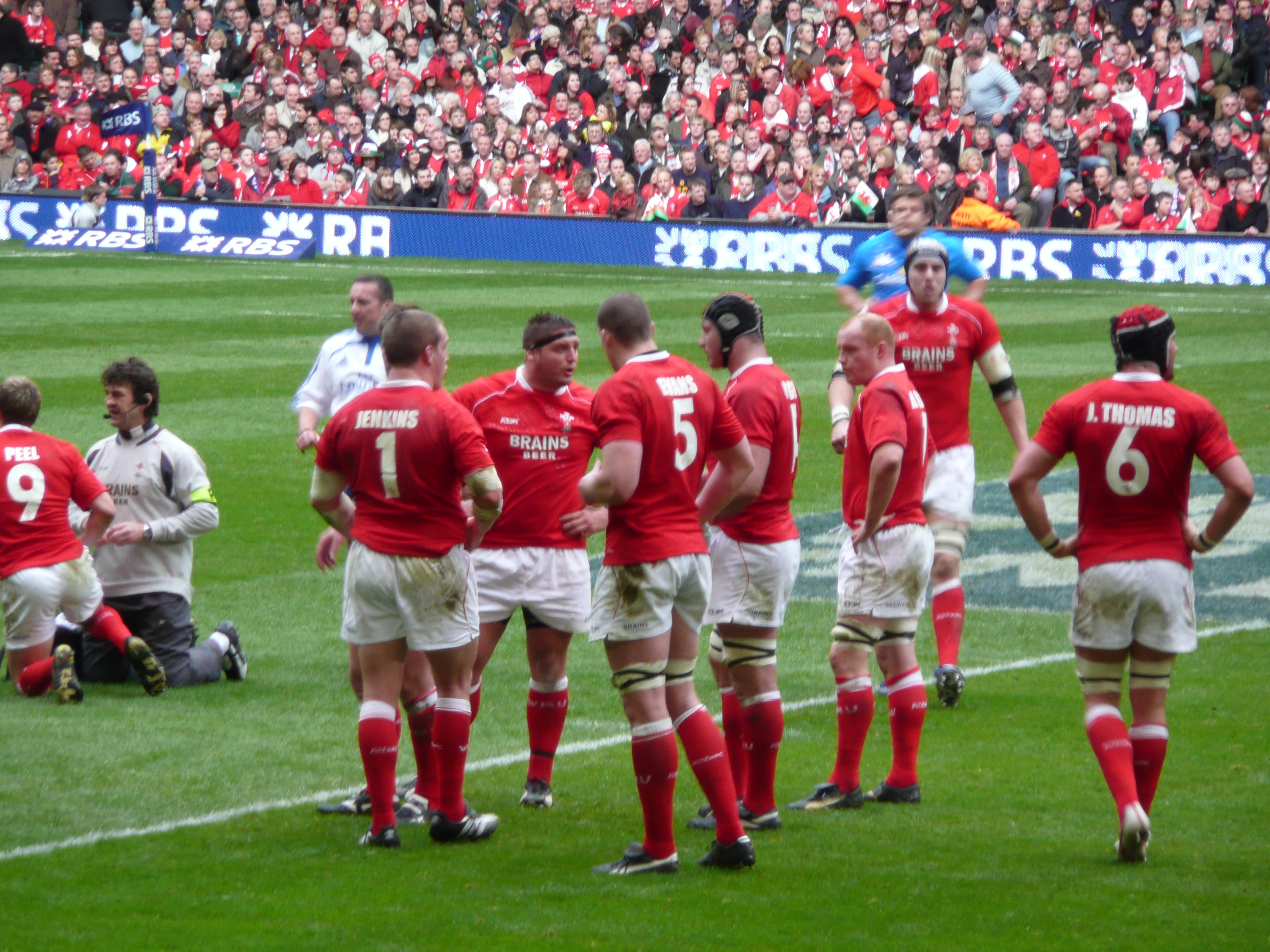
Le pays de Galles lors du Tournoi 2008.

Après une Coupe de monde difficile, puis une nouvelle défaite contre l'Afrique du Sud à l'automne, l'équipe du pays de Galles dispute le Tournoi des Six Nations 2008. Warren Gatland est le nouvel entraîneur. Alors que le match d'ouverture contre les Anglais est mal engagé (6-16 à la pause), les Gallois profitent de la fébrilité de Jonny Wilkinson et d'Andy Gomarsall pour marquer et remporter le match. C'est la première victoire à Twickenham depuis vingt ans et le calendrier donne des espoirs aux Gallois. Le pays de Galles reçoit l'Écosse et l'Italie, deux adversaires en difficulté qui s'inclinent 30-15 et 47-8 respectivement. Le match en Irlande est difficile et serré, les Gallois l'emportent finalement 16 à 12. La Triple couronne est remportée, le Grand chelem est encore possible. Shane Williams marque encore un essai contre la France et dépasse Gareth Thomas, devenant le meilleur marqueur d'essais gallois. Il permet surtout aux Gallois de se détacher et de gagner largement la rencontre 29 à 12, de remporter un nouveau Grand chelem après celui de 2005.
Après leur Grand chelem les Gallois partent favoris du Tournoi des Six Nations 2009, ils entament le Tournoi avec une première victoire face à l’Écosse 26 à 13 et répètent leur performance en battant l'Angleterre 23 à 15 mais s'inclinent face au XV de France 21 à 16. Abattu par cette défaite, le pays de Galles remporte son match suivant face à l'Italie 20 à 15. Ils doivent impérativement battre l'équipe d'Irlande avec 19 points d'avance pour remporter à nouveau le Tournoi mais ils s’inclinent de nouveau (17-15). Les Gallois terminent quatrième lors du Tournoi des Six Nations 2010 et lors de l'édition 2011.
Lors de la Coupe du monde 2011, les Gallois tombent dans une poule difficile, avec l'Afrique du Sud tenante du titre, les Samoa, les Fidji, puis la Namibie. Après une courte défaite face aux Springboks (17-16), les Gallois battent difficilement les Samoans (17-10). Le XV du poireau gagne ensuite largement contre la Namibie (81-7), et les Fidji (66-0). Qualifié pour les 1/4 de finale, le pays de Galles défait l'Irlande sur le score de (22-10). En 1/2 de finale, face à la France, les Gallois sont rapidement réduits à 14 à la suite de l'expulsion de Sam Warburton et perdent la rencontre (9-8).
En 2012, lors du Tournoi, le pays de Galles entame la compétition par une victoire à l'Aviva Stadium contre l'Irlande (21-23), puis bat à domicile l'Écosse (27-13). Le pays de Galles s'impose ensuite à nouveau à l'extérieur, à Twickenham contre l'Angleterre (12-19). Elle domine ensuite l'Italie (24-3). Pour la dernière rencontre, elle gagne au Millennium Stadium contre la France (16-9), et remporte le Tournoi. C'est le onzième Grand Chelem du XV du poireau. En juin, Les Gallois affrontent l'Australie pour leur tournée d'été, où ils perdent les 3 matchs (27-19), (25-23), et (20-19). Lors des test-matchs d'automne chez eux ils trébuchent successivement contre l'Argentine (12-26), les Samoa (19-26), la Nouvelle-Zélande (10-33), puis l'Australie (12-14).
Le pays de Galles rate son entrée dans le Tournoi 2013 en s'inclinant à domicile face à l'Irlande (22-30). Mais après trois victoires de rang, les Gallois s'offrent une finale victorieuse face aux Anglais (30-3), et conservent ainsi leur titre. Lors tests d'automne, le pays de Galles perd contre l'Afrique du Sud (15-24), puis bat l'Argentine (40-6) et les Tonga (17-7), mais s'incline face à l'Australie (26-30).
Le Tournoi des Six Nations 2014 marque la fin de la domination européenne des Gallois, qui terminent troisièmes, derrière l'Irlande et l'Angleterre. En juin, ils s'inclinent à deux reprises en Afrique du Sud face aux Springboks (38-16), et (31-30). En automne, les Gallois reçoivent à trois reprises, ils débutent par une défaite face à l'Australie (28-33), puis ils l'emportent sans convaincre face aux Fidji (17-13), avant de s'incliner face à la Nouvelle-Zélande (16-34). Ils clôturent la tournée par une victoire face à l'Afrique du Sud (12-6).
Durant la Coupe du monde 2015, le XV du poireau parvient à se qualifier pour les phases finales dans un groupe peu évident. Ils battent l'Angleterre, pays organisateur (25-28), ce qui leur permet de se placer deuxième du groupe A, derrière l'Australie. Ils s'inclineront de justesse en quart de finale face à l'Afrique du Sud (23-19).
Les deux années qui vont suivre seront mitigées pour l'équipe galloise. Il faudra attendre 2018 pour de nouveau apprécier un rugby de haute volée. Bien que terminant deuxième du Tournoi 2018, derrière l'Irlande, ils seront invaincus de fin février 2018 à août 2019. Cette série de victoires leur permettra de réaliser un nouveau Grand Chelem au Tournoi 2019.
Le XV gallois parvient à décrocher la première place du classement World Rugby, le 17 août 2019, après avoir battu l'Angleterre à Cardiff dans un match de préparation pour la Coupe du monde (13-6). Le pays de Galles devient ainsi la première équipe n'ayant jamais remporté la Coupe du monde à se hisser au sommet du rugby mondial.
Lors de la Coupe du monde 2019, les gallois remportent tous leurs matchs de poule, la première fois depuis la Coupe du monde 1987, finissant donc premier de leur poule. En quart de finale, ils éliminent le XV de France, dans un match disputé où notamment le joueur français Sébastien Vahaamahina écope d'un carton rouge, d'un petit point 20-19. En demi-finale, ils jouent les Springboks, mais sont éliminés 19-16 contre les futurs champions. Ils se retrouvent donc en finale pour la 3e contre les All Blacks, mais ces derniers vont infliger une très lourde défaite aux gallois, 40 à 17, qui terminent cette compétition à la 4e place.

### Période Pivac: des hauts et des bas (2019-2022)
En juillet 2018, il est annoncé que le coach des Scarlets, Wayne Pivac, va succéder à Warren Gatland après la Coupe du monde 2019. Le premier match de Pivac à la tête du XV du Poireau se déroule en novembre 2019 contre les Barbarians qui sont alors entraînés par Gatland, il se solde par une victoire 43-33.
L'année 2020 est mitigée pour le pays de Galles, ils terminent à la 5e place du Tournoi des Six Nations 2020, ne remportant qu'un match contre l'Italie. Ils ne gagnent que deux autres matchs cette année et finissent également cinquième de la Coupe d'automne des nations. L'équipe dégringole à la 9e place au classement World Rugby à la fin de l'année.
En 2021, les Gallois ont des hauts et des bas. Ils remportent le Tournoi des Six Nations 2021, leur quatrième tournoi sur la dernière décennie. L'été, ils se rendent en Argentine, lors de la première rencontre ils font un match nul, mais perdent la deuxième rencontre 33-11. Pour la tournée d'automne, ils perdent contre les All Blacks puis les Springboks, mais ils battent les Fidji et l'Australie.
L'année suivante est une catastrophe pour les Gallois, ils ne remportent qu'une rencontre à domicile contre l'Écosse et sont classés cinquièmes dans le Tournoi des Six nations 2022. Ils perdent à Cardiff en fin de match contre une équipe d'Italie qui n'a plus remporté de match dans le tournoi depuis 2015 et qui ne s'est jamais imposée sur le sol gallois auparavant. Ils se rendent en Afrique du Sud pour la tournée estivale, lors du premier test, ils perdent en fin de match, à la suite d'une pénalité à la 82e de Damian Willemse, 32-29. La semaine suivante, les Gallois réussissent à s'imposer 13-12 à Bloemfontein, c'est la première victoire de l'histoire de l'équipe sur le sol sud-africain. Mais les Springboks vont remporter le dernier test, ainsi que la série avec deux victoires contre une défaite. La tournée d'automne ne se passe pas mieux. Lors du premier test, les Néo-Zélandais leur infligent une correction 55 à 23. Le Pays de Galles remporte le second test 20 à 13 contre des Argentins qui se sont imposés à Twickenham contre le XV de la Rose la semaine précédente. Le troisième test est un choc dans le monde du rugby, la Géorgie s'impose à Cardiff 13 à 12 et signe un exploit, c'est leur première victoire contre une équipe membre du top 10 du classement World Rugby. Les Gallois sont alors très critiqués. La dernière rencontre de l'année ne se passe pas mieux, pourtant les Gallois vont mener 34-13 à la 52e minute, mais les Australiens font une grande fin de match et marquent quatre essais pour finalement s'imposer 39-34. Pourtant de nombreux cadres australiens manquent à l'appel ce jour-là. Pivac est donc sévèrement critiqué et grandement remis en cause, les Gallois n'ont remporté que trois tests cette année pour neuf défaites.

### Deuxième mandat de Gatland et série de défaites record (2022-2025)
Le 5 décembre 2022, Pivac est démis de ses fonctions de sélectionneur du pays de Galles, c'est l'ancien sélectionneur Warren Gatland qui fait son retour à la tête de l'équipe avec un contrat signé jusqu'en 2027. Sous sa direction, le XV du Poireau obtient des résultats désastreux. Lors du Tournoi des Six Nations 2023, la sélection termine une nouvelle fois avant dernier, devant l'Italie, avec plusieurs lourdes défaites face à l'Irlande (10-34), l'Écosse (35-7) et la France (41-28). Mais ils ont connu une légère amélioration lors de la Coupe du monde de rugby à XV 2023, terminant leur poule invaincus et enregistrant la plus large victoire de leur histoire contre l'Australie. L'Argentine les a éliminés en quarts de finale, marquant deux essais en fin de match pour s'imposer 29-17.
L'équipe continue de plonger lors du Six nations 2024, en perdant tous ses matchs. Pour la première fois depuis 2003, le pays de Galles obtient la cuillère de bois. Warren Gatland propose sa démission à Abi Tierney qui la refuse unilatéralement. L'enchaînement des défaites se poursuit lors des tournées internationales en deuxième partie d'année, avec 6 défaites en 6 matchs. C'est la première fois qu'une nation du Tier 1 perd l'intégralité de ses matches en une année. Après cette année noire, le pays de Galles enregistre un record de 12 défaites consécutives, série commencée avec la défaite en quart de finale de la coupe du monde 2023 contre l'Argentine.
La spirale se poursuit lors du tournoi des Six Nations 2025, avec d'entrée une large défaite contre la France (43-0), puis contre l'Italie (22-15). À la suite de cette deuxième défaite consécutive contre la Squadra Azzurra, la première défaite à Rome depuis le tournoi de 2007, l'équipe est tombée à la 12e place du classement mondial, en dessous de la Géorgie, sélection montante prétendante aux Six Nations. Il s'agit également de leur 14e défaite consécutive, toutes compétitions confondues, et de leur 8e défaite consécutive dans le cadre des Six Nations. À la suite de ce résultat, le départ de Warren Gatland en tant qu'entraîneur principal a été confirmé le 11 février 2025. Il a été remplacé par intérim par l'entraîneur principal de Cardiff Rugby, Matt Sherratt, qui a pris en charge l'équipe jusqu'à la fin du Tournoi des Six Nations de 2025. À domicile  pour la 3e journée le pays de Galles mène au score contre toute attente  pour la première fois du Tournoi à la mi-temps contre l'Irlande. Malgré ce réveil, les Diables rouges finissent par perdre leur quinzième match d'affilée (18-27). Le 8 mars, lors de la 4ème journée, l'Écosse enfonce encore plus au classement les Gallois malgré une remontée en fin de match où le pays de Galles a marqué quatre essais pour s'incliner 35 à 29. Puis le Pays de Galles termine le tournoi par une contre-performance à domicile face à l'Angleterre, subissant la plus lourde défaite de son histoire dans le cadre du tournoi ainsi que la plus lourde défaite à domicile face au XV de la Rose qui visait de son côté le titre (14-68). Ce revers, le 17e consécutif toutes compétitions confondues (plus longue série de défaites d'une équipe du Six Nations), entérine une 2e cuillère de bois d'affilée pour le XV du Poireau.
Sherratt a choisi de rester pour la tournée estivale au Japon, rejoignant Danny Wilson, l'entraîneur principal des Harlequins, pour cette période. Bien que cette tournée ait eu lieu pendant la tournée des Lions en Australie en 2025, seuls deux joueurs gallois, Jac Morgan et Tomos Williams, ont été sélectionnés, ce qui a permis au Pays de Galles d'aligner une équipe au complet. Le premier test match des Lions contre l'Australie a été le premier test des Lions sans représentation galloise depuis les années 1890, reflétant le déclin continu du Pays de Galles au niveau des tests. Le Pays de Galles a égalé le record de 18 matchs consécutifs sans victoire pour une nation de niveau I, avec une défaite 24-19 contre le Japon lors du premier match international de l'été ; cette défaite a également placé le Pays de Galles à la 14e place du classement mondial, son plus bas niveau historique, le 7 juillet 2025. La semaine suivante, après 644 jours sans victoire, le Pays de Galles a mis fin à sa série de défaites en s'imposant 22-31 contre le Japon.

### Ère Tandy (2025-présent)
En juillet 2025, l'entraîneur défensif de l'Écosse Steve Tandy a été nommé nouvel entraîneur principal permanent. Il est ainsi devenu le premier entraîneur principal gallois de l'équipe nationale depuis le licenciement de Gareth Jenkins en 2007.

## Palmarès

### Coupe du monde
Ce tableau récapitule les performances des Gallois en Coupe du monde. Les Gallois n'y ont pas souvent brillé, sauf en 1987 lorsqu'ils terminent à la troisième place et en 2011 et 2019 à la quatrième.

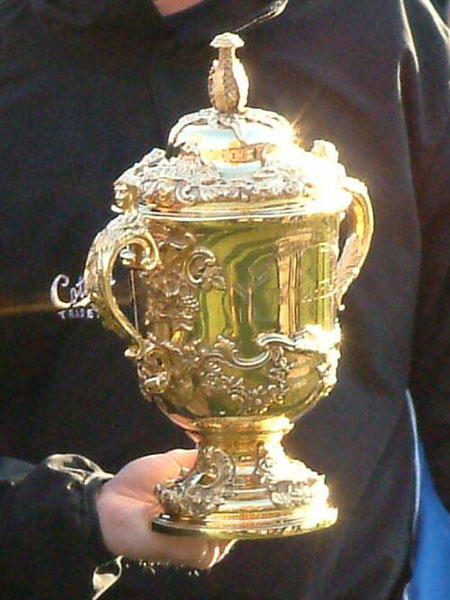
Coupe Webb Ellis.

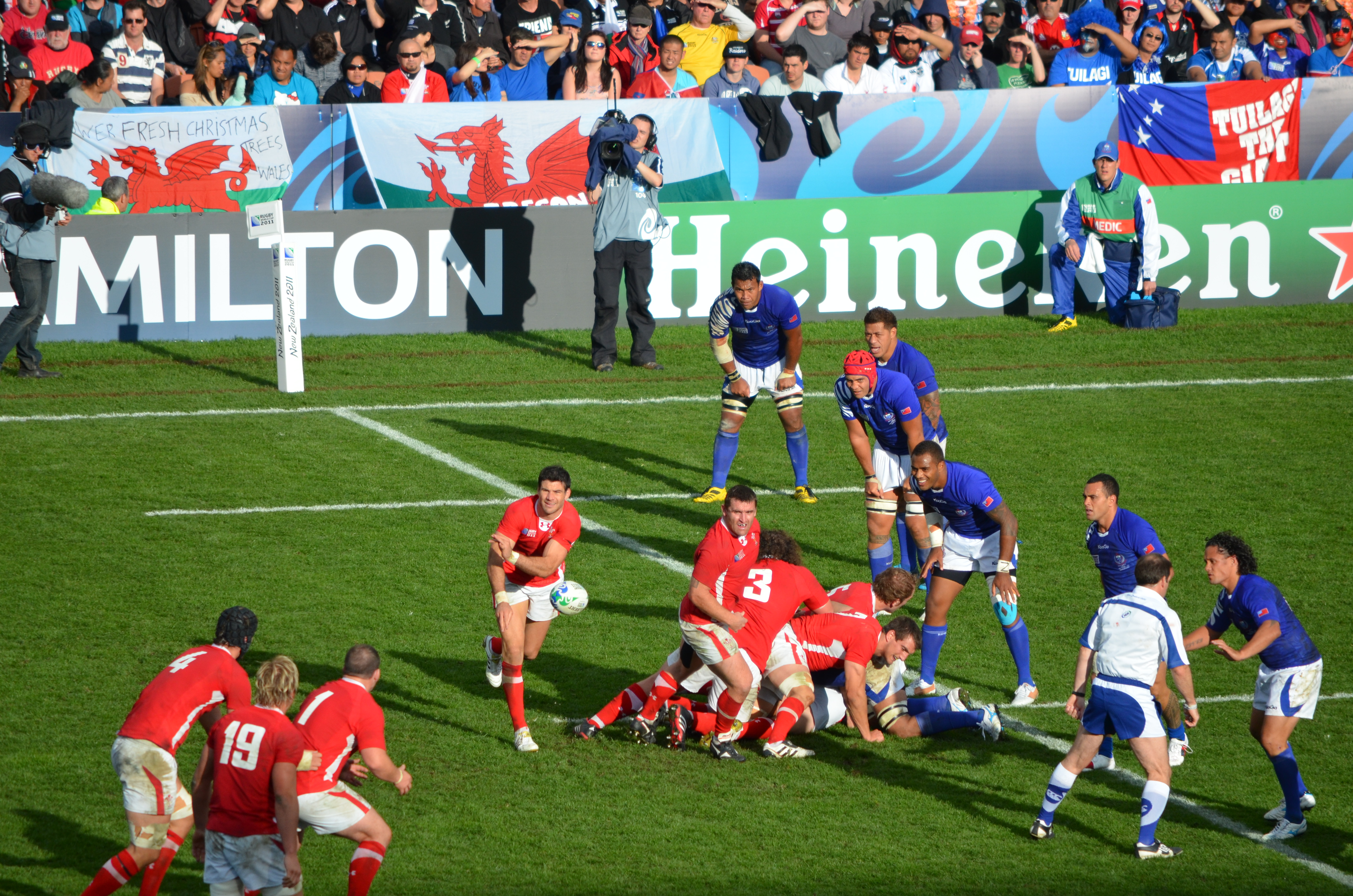
Galles - Samoa lors de la Coupe du monde 2011.

| Édition | Organisateur                  | Place         | Commentaire     |
| ------- | ----------------------------- | ------------- | --------------- |
| 1987    | Nouvelle-Zélande et Australie | 3e            | cf. Galles 1987 |
| 1991    | Angleterre                    | 3e de poule   | cf. Galles 1991 |
| 1995    | Afrique du Sud                | 3e de poule   | cf. Galles 1995 |
| 1999    | Pays de Galles                | 1/4 finaliste | cf. Galles 1999 |
| 2003    | Australie                     | 1/4 finaliste | cf. Galles 2003 |
| 2007    | France                        | 3e de poule   | cf. Galles 2007 |
| 2011    | Nouvelle-Zélande              | 4e            | cf. Galles 2011 |
| 2015    | Angleterre                    | 1/4 finaliste | cf Galles 2015  |
| 2019    | Japon                         | 4e            | cf. Galles 2019 |
| 2023    | France                        | 1/4 finaliste |                 |

### Tournoi des Six Nations

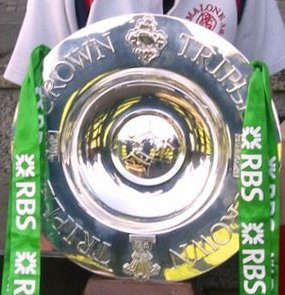
Trophée de la Triple couronne.

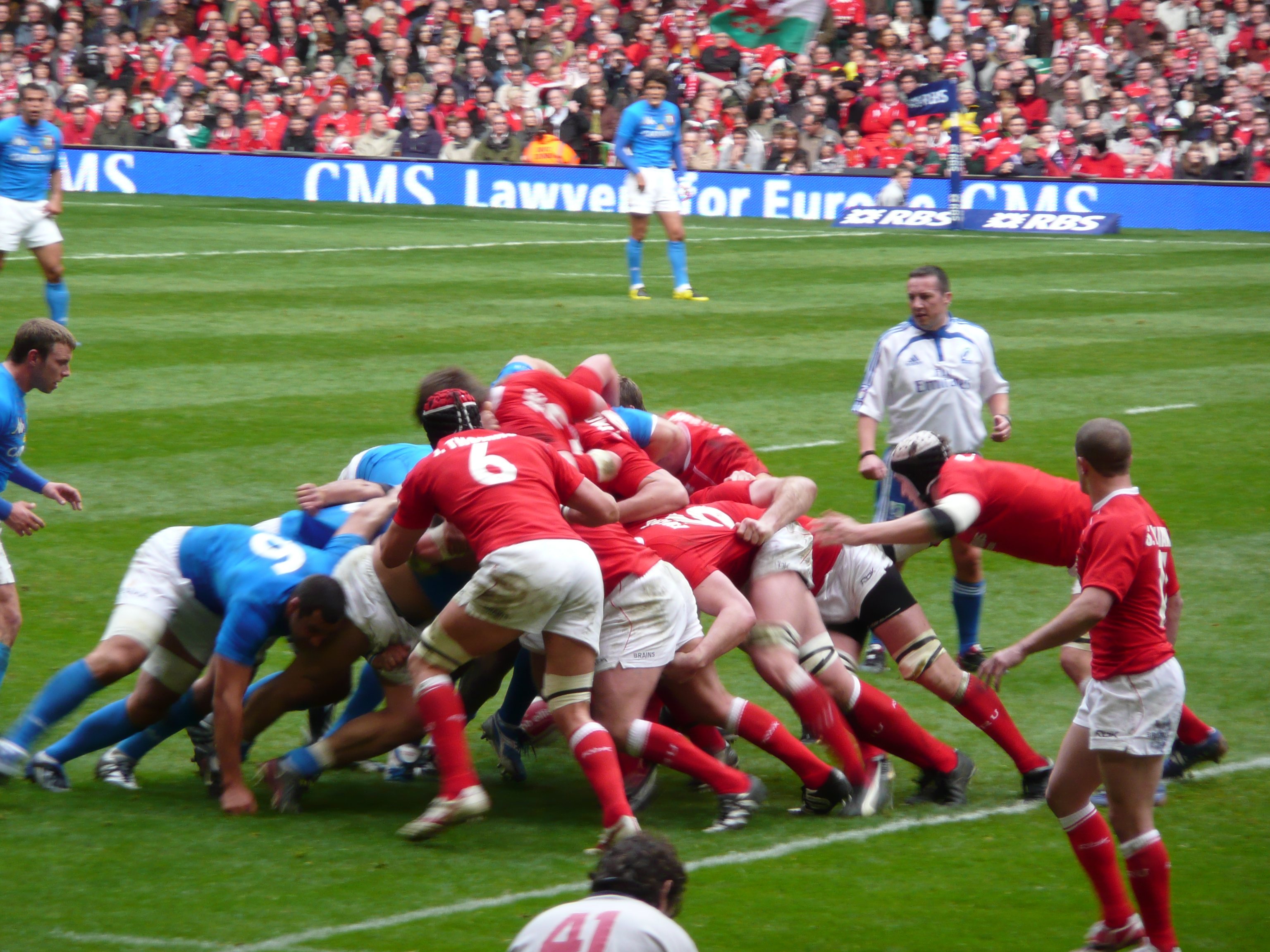
Galles - Italie en 2008.

(Dernière mise à jour après le Tournoi 2022)
| Nation         | Rang | Tournois disputés | Victoires | dont victoires non partagées | dont Grands chelems |
| -------------- | ---- | ----------------- | --------- | ---------------------------- | ------------------- |
| Angleterre     | 1    | 0128              | 39        | 29                           | 13                  |
| Pays de Galles | 2    | 130               | 39        | 28                           | 012                 |
| France         | 3    | 095               | 27        | 19                           | 10                  |
| Irlande        | 4    | 130               | 24        | 16                           | 04                  |
| Écosse         | 5    | 130               | 22        | 14                           | 03                  |
| Italie         | 6    | 023               | 0         | 0                            | 0                   |

Le pays de Galles a remporté 27 victoires seul et douze Grands chelems réussis en 1908, 1909, 1911, 1950, 1952, 1971, 1976, 1978, 2005, 2008, 2012 et 2019. Cette liste montre qu'il a particulièrement brillé pendant les années 1900-1911 et 1969-1979.
- Victoires seul (28) : 1893, 1900, 1902, 1905, 1908, 1909, 1911, 1922, 1931, 1936, 1950, 1952, 1956, 1965, 1966, 1969, 1971, 1975, 1976, 1978, 1979, 1994, 2005, 2008, 2012, 2013, 2019, 2021
- Victoires partagées (11) : 1906, 1920, 1932, 1939, 1947, 1954, 1955, 1964, 1970, 1973, 1988.
- Triple couronne (22)[111] : 1893, 1900, 1902, 1905, 1908, 1909, 1911, 1950, 1952, 1965, 1969, 1971, 1976, 1977, 1978, 1979, 1988, 2005, 2008, 2012, 2019, 2021
- Cuillère de bois (9) : 1886, 1889, 1892, 1937, 1990, 1995, 2003, 2024, 2025

## Tenue, emblèmes, symboles du XV du pays de Galles

Insigne (badge) des Princes de Galles.

Le pays de Galles joue, à domicile, en maillot rouge orné des plumes du prince de Galles, avec un short blanc et des chaussettes rouges.
En 2007 c'est l'équipementier Reebok qui habille le pays de Galles et la brasserie de Cardiff S A Brain qui apparaît comme sponsor maillot. Comme la Loi Évin limite fortement le droit de faire de la publicité aux boissons alcoolisées sur les maillots de rugby, quand l'équipe joue en France en 2005 le mot « Brains » est remplacé par « Brawn », en 2007 cela a été « Brawn Again ».
Leur emblème représente trois plumes d'autruche stylisées - reprenant ainsi le symbole du Prince de Galles dans une version « modernisée » qui a vu disparaître notamment la devise "ich dien", qui signifie « Je sers » en allemand. Ces insignes étaient ceux du prince Édouard, le Prince Noir, à la suite de la victoire de Crécy, le 25 août 1346. Ils appartenaient à Jean l'Aveugle, comte de Luxembourg, tué au cours de la bataille du côté français. Édouard est une figure de l'histoire galloise.
L'origine du poireau comme symbole remonterait à une bataille qui se déroula dans un champ de poireaux, où Saint David, évangélisateur du pays de Galles, conseilla aux combattants gallois de s'en munir pour se distinguer de leurs assaillants. Ce fut une grande victoire galloise. Une raison plus probable de ce choix du poireau vient du fait que c'est un légume très courant au pays de Galles, à la base de nombreuses recettes culinaires.
Le poireau (cenhinem en gallois) est porté le 1er mars en l'honneur du saint patron, il est parfois remplacé par la jonquille (qui porte presque le même nom en gallois cenhinem pedr), un peu plus esthétique.
Le dragon rouge (Y ddraig goch en gallois) est un symbole national, celui de la lutte entre les Saxons et les Celtes. Une légende raconte que le roi Uther Pendragon (père du roi Arthur) voulait construire un château mais la terre tremblait et en détruisait sans arrêt les fondations. Merlin, appelé Myrddin en gallois, qui avait le don de voyance, comprit que ce tumulte était causé par deux dragons. L'un, le dragon blanc, avait pris la place de l'autre, le dragon rouge, dans sa caverne. Le dragon rouge, qui représente métaphoriquement les Bretons, finirait par l'emporter sur l'envahisseur saxon.
Il est l'insigne royal du pays de Galles depuis 1901 et, depuis 1959, sur ordre de la reine, le drapeau le représentant sur un fond vert et blanc (qui sont les couleurs de la famille Tudor, originaire du pays de Galles) est le drapeau gallois officiel.
Lors des matchs faisant intervenir l'équipe, des hymnes en gallois sont généralement chantés, comme Calon lân ou Hen Wlad fy Nhadau.

## Composition du XV du Poireau

### Équipe en 2025
Le 20 mai, l'entraîneur-chef par intérim  Matt Sherratt (intérim)  a nommé une équipe de 33 joueurs pour leur tournée d'été 2025 au Japon.
| Nom                      | Naissance          | Sélections (points marqués) | Club             | Année 1re sélection |
| Talonneurs               | Talonneurs         | Talonneurs                  | Talonneurs       | Talonneurs          |
| ------------------------ | ------------------ | --------------------------- | ---------------- | ------------------- |
| Liam Belcher             | 28 avril 1996      | 2 (0)                       | Cardiff Rugby    | 2025                |
| Elliot Dee               | 7 mars 1994        | 56 (15)                     | Dragons          | 2017                |
| Dewi Lake                | 16 mai 1999        | 23 (35)                     | Ospreys          | 2022                |
| Piliers                  |                    |                             |                  |                     |
| Keiron Assiratti         | 30 juin 1997       | 15 (0)                      | Cardiff Rugby    | 2023                |
| Christian Coleman        | 31 août 1998       | 1 (0)                       | Dragons          | 2025                |
| Archie Griffin           | 24 juillet 2001    | 8 (0)                       | Bath Rugby       | 2023                |
| Garyn Phillips           | 14 mai 2001        | 0 (0)                       | Ospreys          | -                   |
| Nicky Smith              | 7 avril 1994       | 56 (15)                     | Leicester Tigers | 2014                |
| Gareth Thomas            | 1er septembre 1993 | 42 (0)                      | Ospreys          | 2021                |
| Deuxièmes lignes         |                    |                             |                  |                     |
| Ben Carter               | 23 janvier 2001    | 13 (0)                      | Dragons          | 2021                |
| James Ratti              | 14 octobre 1997    | 3 (0)                       | Ospreys          | 2024                |
| Freddie Thomas           | 9 novembre 2001    | 4 (0)                       | Gloucester Rugby | 2024                |
| Teddy Williams           | 18 octobre 2000    | 8 (5)                       | Cardiff Rugby    | 2023                |
| Troisièmes lignes aile   |                    |                             |                  |                     |
| Josh Macleod             | 26 octobre 1996    | 4 (0)                       | Scarlets         | 2022                |
| Alex Mann                | 6 janvier 2002     | 7 (10)                      | Cardiff Rugby    | 2024                |
| Tommy Reffell            | 27 avril 1999      | 29 (5)                      | Leicester Tigers | 2022                |
| Troisièmes lignes centre |                    |                             |                  |                     |
| Taulupe Faletau          | 12 novembre 1990   | 109 (65)                    | Cardiff Rugby    | 2011                |
| Taine Plumtree           | 9 mars 2000        | 8 (0)                       | Scarlets         | 2023                |
| Aaron Wainwright         | 25 septembre 1997  | 59 (20)                     | Dragons          | 2018                |

| Nom                    | Naissance               | Sélections (points marqués) | Club           | Année 1re sélection |
| Demis de mêlée         | Demis de mêlée          | Demis de mêlée              | Demis de mêlée | Demis de mêlée      |
| ---------------------- | ----------------------- | --------------------------- | -------------- | ------------------- |
| Kieran Hardy           | 30 novembre 1995        | 25 (40)                     | Ospreys        | 2020                |
| Reuben Morgan-Williams | 3 février 1998          | 1 (0)                       | Ospreys        | 2025                |
| Rhodri Williams        | 5 mai 1993              | 10 (5)                      | Dragons        | 2013                |
| Demis d'ouverture      |                         |                             |                |                     |
| Sam Costelow           | 10 janvier 2001         | 20 (47)                     | Scarlets       | 2022                |
| Dan Edwards            | 7 mai 2003              | 3 (16)                      | Ospreys        | 2025                |
| Ben Thomas             | 25 décembre 1998        | 14 (49)                     | Cardiff Rugby  | 2021                |
| Centres                |                         |                             |                |                     |
| Macs Page              | 17 décembre 2004        | -                           | Scarlets       | -                   |
| Joe Roberts            | 10 mai 2000             | 6 (5)                       | Scarlets       | 2023                |
| Johnny Williams        | 18 octobre 1996         | 9 (15)                      | Scarlets       | 2020                |
| Ailiers                |                         |                             |                |                     |
| Josh Adams             | 21 avril 1995           | 63 (110)                    | Cardiff Rugby  | 2018                |
| Keelan Giles           | 29 janvier 1998         | 1 (0)                       | Ospreys        | 2025                |
| Tom Rogers             | 17 septembre 1998       | 11 (10)                     | Scarlets       | 2021                |
| Arrières               |                         |                             |                |                     |
| Blair Murray           | 9 octobre 2001          | 10 (10)                     | Scarlets       | 2024                |
| Cameron Winnett        | 7 janvier 2003 (22 ans) | 9 (0)                       | Cardiff Rugby  | 2024                |

### Joueurs emblématiques

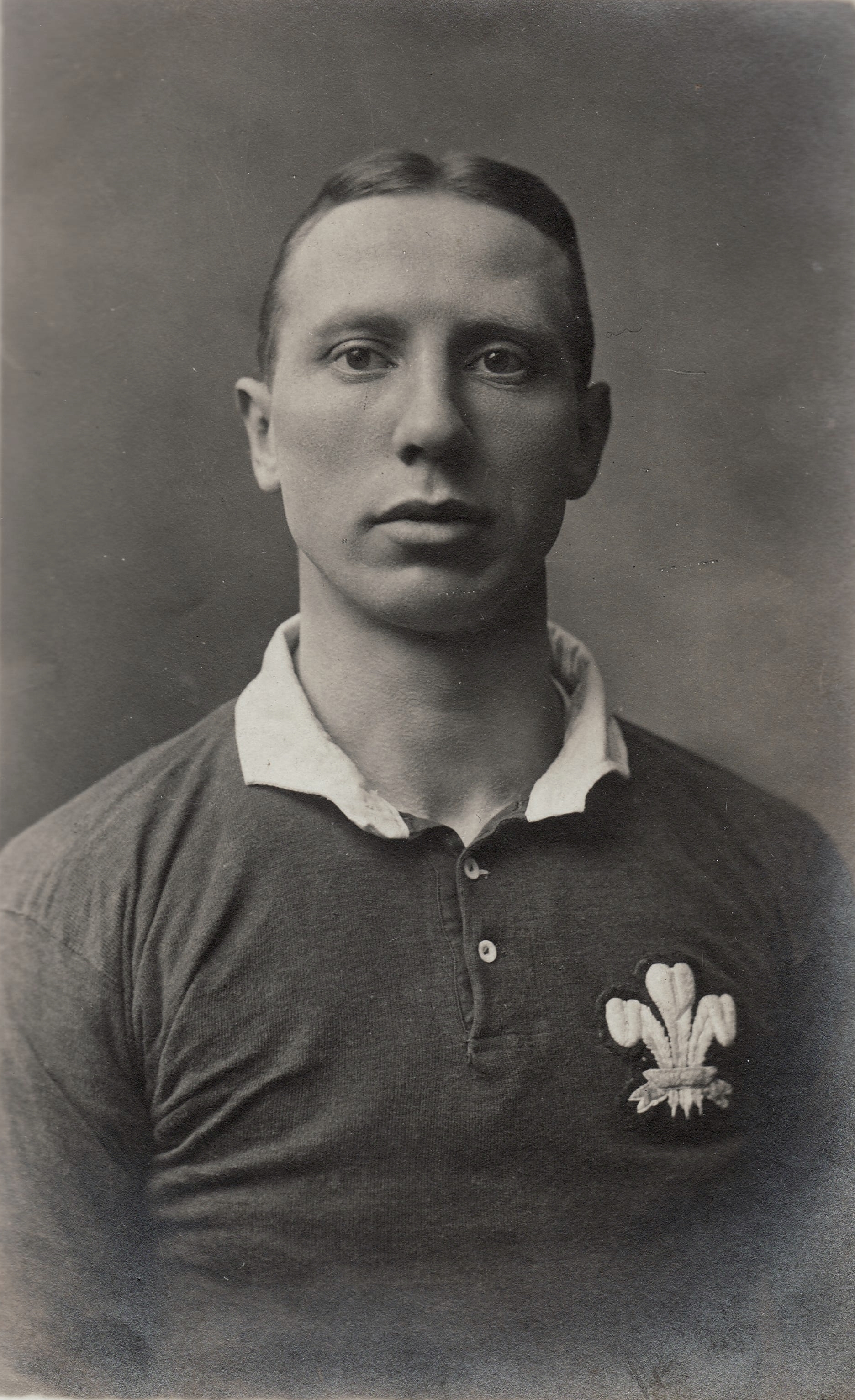
Reggie Gibbs.

Tout au long de son histoire, l’équipe du pays de Galles a compté un grand nombre de joueurs d’exception. Il n’est pas possible de tous les citer ici, on se reportera à Catégorie: Joueur gallois de rugby à XV pour en avoir une liste plus complète.
La liste suivante est limitée à des joueurs qui ont au moins 60 sélections en équipe galloise, plus quelques personnalités marquantes (capitaines du XV du Dragon, membres du Temple international de la renommée du rugby, joueurs comptant moins de sélections mais ayant évolué à une époque où il y avait moins de matchs internationaux).
Les Gallois ont dominé le Tournoi des Cinq Nations pendant les années 1970, comme en témoignent leurs huit victoires acquises de 1969 à 1979. Un seul joueur gallois a remporté ces huit titres, le fameux arrière JPR Williams.
Avants :
- Luke Charteris
- Colin Charvis
- Bradley Davies
- Taulupe Faletau
- Tomas Francis
- Ian Gough
- Paul James
- Garin Jenkins
- Adam Jones
- Alun Wyn Jones
- Ryan Jones
- Gareth Llewellyn
- David Lloyd
- Dan Lydiate
- Allan Martin
- Bryn Meredith
- Dai Morris
- Bob Norster
- Michael Owen
- Ken Owens
- Alun Pask
- Brian Price
- Graham Price
- Derek Quinnell
- Scott Quinnell
- Matthew Rees
- Jeff Squire
- Rees Stephens
- John Taylor
- Jonathan Thomas
- Justin Tipuric
- Sam Warburton
- Martyn Williams
- David Young

Demis :
- Phil Bennett
- Dan Biggar
- Gareth Davies
- Jonathan Davies
- Gareth Edwards
- Barry John
- James Hook
- Rob Howley
- Neil Jenkins
- Stephen Jones
- Cliff Morgan
- Dicky Owen
- Dwayne Peel
- Michael Phillips
- Haydn Tanner
- William Trew

Arrières :
- Billy Bancroft
- Dewi Bebb
- Gerald Davies
- Jonathan Davies
- John Dawes
- Ieuan Evans
- Steve Fenwick
- Reggie Gibbs
- Arthur Gould
- Leigh Halfpenny
- Iestyn Harris
- Ken Jones
- George North
- Jamie Roberts
- Tom Shanklin
- Gareth Thomas
- Paul Thorburn
- Bleddyn Williams
- JPR Williams
- Liam WIlliams
- Shane Williams

Parmi ces joueurs emblématiques, le tableau suivant distingue quelques joueurs qui possèdent le meilleur palmarès pour ce qui est du nombre de sélections et de titres remportés avec l’équipe du pays de Galles. Par leur activité, ils couvrent la période 1896-2007.
| Joueur           | Période   | Poste            | Capes | Tournois                                            | Distinctions |
| ---------------- | --------- | ---------------- | ----- | --------------------------------------------------- | --- |
| Phil Bennett     | 1969-1978 | Demi d'ouverture | 29    | GC 1976, 1978 T5 1970, 1973, 1975                   | Temple international de la renommée Record mondial de sélections de l'époque : 210 points (166 Galles + 44 Lions) 8 sélections avec les Lions                            |
| Gerald Davies    | 1966-1978 | Ailier           | 46    | GC 1971, 1976, 1978 T5 1969, 1970, 1973, 1975       | Temple international de la renommée 20 essais |
| Mervyn Davies    | 1969-1976 | Numéro 8         | 38    | GC 1971, 1976 T5 1969, 1970, 1973, 1975             | Temple international de la renommée 8 sélections avec les Lions 38 sélections consécutives avec les Gallois                                                              |
| Gareth Edwards   | 1967-1978 | Demi de mêlée    | 53    | GC 1971, 1976, 1978 T5 1969, 1970, 1973, 1975       | Temple international de la renommée 20 essais 10 sélections avec les Lions                                                                                               |
| Ieuan Evans,     | 1987-1998 | Ailier           | 72    | 3e de la Coupe du monde 1987 Champion d'Europe 1998 | Temple international de la renommée 28 fois capitaine 7 sélections avec les Lions Record gallois de sélections de l'époque (72) record gallois d'essais de l'époque (33) |
| Neil Jenkins     | 1991-2002 | Demi d'ouverture | 87    | T5 1994                                             | Record gallois de sélections de l'époque (87) Record mondial de points de l'époque : 1 090 (1 049 Galles + 41 Lions)                                                     |
| Barry John       | 1966-1972 | Demi d'ouverture | 25    | GC 1971 T5 1970                                     | Temple international de la renommée |
| Gareth Llewellyn | 1989-2004 | Deuxième ligne   | 92    | T5 1994                                             | Record gallois de sélections de l'époque (92) |
| Cliff Morgan,    | 1951-1958 | Demi d'ouverture | 29    | GC 1952 T5 1954, 1955, 1956                         | Temple international de la renommée |
| Gwyn Nicholls,   | 1896-1906 | Centre           | 24    | TC 1900, 1902, 1905 T4 1906                         | Temple international de la renommée 10 fois capitaine |
| Gareth Thomas    | 1995-2007 | Arrière          | 100   | GC 2005                                             | Record gallois de sélections (100) Record gallois d'essais (40) |
| JPR Williams     | 1969-1981 | Arrière          | 55    | GC 1971, 1976, 1978 T5 1969, 1970, 1973, 1975, 1979 | Temple international de la renommée |

### Entraîneurs notables

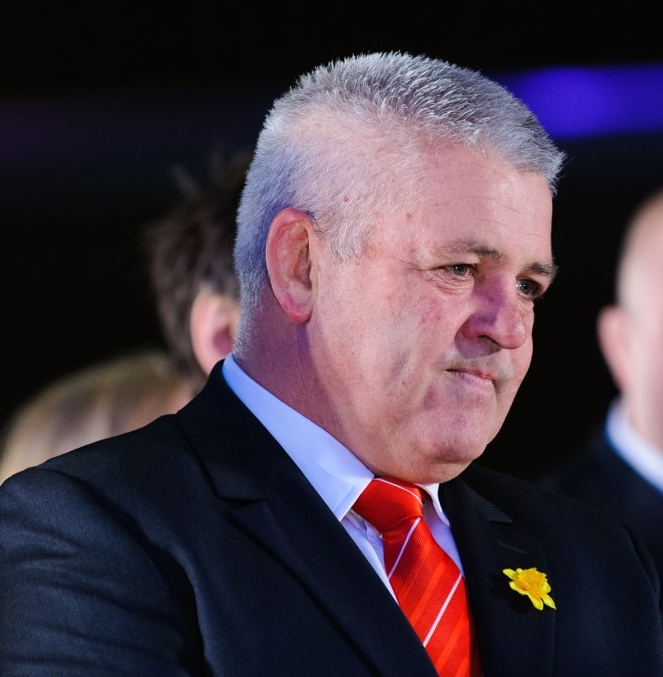
Warren Gatland avec le pays de Galles en 2012.

Parmi les entraîneurs de la sélection nationale, la liste suivante distingue ceux qui ont le meilleur palmarès ou la plus longue longévité avec l'équipe du pays de Galles. Elle présente également l'actuel entraîneur. Les entraîneurs ci-dessous comptent le plus fort ratio victoires/matchs disputés.
Clive Rowlands est entraîneur de l'équipe du pays de Galles pour 29 matchs entre 1968 et 1974. Sous sa conduite, l'équipe du pays de Galles remporte le Grand Chelem en 1971. Il est ensuite le manager de la tournée des Lions britanniques en Australie en 1989 et responsable des Lions lors de leur match contre l'équipe du reste du monde en 1986. En 1987, Rowlands est manager de la coupe du monde de rugby 1987, puis président de la fédération de rugby du pays de Galles en 1989.
John Dawes devient l'entraîneur de l'équipe du pays de Galles en 1974 et ce jusqu'en 1979. C'est l'une des périodes les plus fastes de l'histoire du rugby gallois, l'équipe remporte quatre Tournois 1975, 1976, 1978, et 1979 dont deux Grand Chelems en 1976 et 1978. Il est aussi l'entraîneur des Lions britanniques en tournée en Nouvelle-Zélande en 1977, mais il n'est pas capable de renouveler le succès de 1971. Aujourd'hui, il est le président des London Welsh et il a écrit plusieurs livres sur le rugby à XV. Il est désigné meilleur entraîneur gallois en 2002.
Graham Henry, après avoir été entraîneur des Auckland Blues avec qui il remporte les deux premiers Super 12 en 1996 et 1997, devient entraîneur du pays de Galles. Il met en place les fondations qui permettent plus tard aux Gallois de renouer avec leur glorieux passé en remportant le Grand Chelem 2005.
Warren Gatland est le sélectionneur national du pays de Galles succédant à Gareth Jenkins après la Coupe du monde 2007. Il est nommé en 1998 entraîneur de l'Équipe d'Irlande de rugby à XV qu'il quitte en 2001. Il entraîne ensuite les London Wasps en 2002. Il est trois fois consécutivement Champion d'Angleterre et en 2004, il remporte le titre anglais et le titre européen. Avec le pays de Galles, il remporte 3 Grands chelems en 2008, 2012 et 2019, ainsi qu'un Tournoi des Six Nations en 2013 et il figure bien lors de la Coupe du monde 2011 (quatrième),, en 2015 ils sont éliminés en quart de finale et en 2019 ils finissent quatrième.
Wayne Pivac devient le nouveau sélectionneur après la Coupe du monde 2019, il remporte le Tournoi des Six Nations 2021, mais à part ce titre son bilan est très mitigé, le pays de Galles concède notamment ses premières défaites à domicile de son histoire contre l'Italie et la Géorgie en 2022. Il est démis de ses fonctions à la fin de cette année.
Warren Gatland fait donc son retour comme sélectionneur et signe un contrat jusqu'en 2027. Il est néanmoins démis de ses fonctions en plein tournoi des Six Nations 2025, d'un commun accord avec la fédération galloise, en raison d'une série de mauvais résultats.
| Nom                     | Début              | Fin  | Tests | Victoires | Nuls | Défaites | % de victoires |
| ----------------------- | ------------------ | ---- | ----- | --------- | ---- | -------- | -------------- |
| David Nash              | 1967               | -    | 5     | 1         | 1    | 3        | 20             |
| Clive Rowlands          | 1968               | 1974 | 29    | 18        | 4    | 7        | 62             |
| John Dawes              | 1974               | 1979 | 24    | 18        | 0    | 6        | 75             |
| John Lloyd              | 1980               | 1982 | 14    | 6         | 0    | 8        | 43             |
| John Bevan              | 1982               | 1985 | 15    | 7         | 1    | 7        | 47             |
| Tony Gray               | 1985               | 1988 | 18    | 9         | 0    | 9        | 50             |
| John Ryan               | 1988               | 1990 | 9     | 2         | 0    | 7        | 22             |
| Ron Waldron             | 1990               | 1991 | 10    | 2         | 1    | 7        | 20             |
| Alan Davies             | 1991               | 1995 | 35    | 18        | 0    | 17       | 51             |
| Alex Evans (intérim)    | 1995               | -    | 4     | 1         | 0    | 3        | 25             |
| Kevin Bowring           | 1995               | 1998 | 29    | 15        | 0    | 14       | 52             |
| Dennis John (intérim)   | 1998               | -    | 2     | 1         | 0    | 1        | 50             |
| Graham Henry            | 1995               | 2002 | 34    | 20        | 1    | 13       | 59             |
| Lynn Howells (intérim)  | 2001               | -    | 2     | 2         | 0    | 0        | 100            |
| Steve Hansen            | 2002               | 2004 | 29    | 10        | 0    | 19       | 35             |
| Mike Ruddock            | 2004               | 2006 | 20    | 13        | 0    | 7        | 65             |
| Scott Johnson (intérim) | 2006               | -    | 3     | 0         | 1    | 2        | 0              |
| Gareth Jenkins          | 2006               | 2007 | 20    | 6         | 1    | 13       | 30             |
| Nigel Davies            | 2007               | -    | 1     | 0         | 0    | 1        | 0              |
| Warren Gatland          | 2007               | 2019 | 102   | 52        | 2    | 48       | 51             |
| Robin McBryde (intérim) | 2009, 2013 et 2017 | -    | 4     | 3         | 0    | 1        | 75             |
| Rob Howley (intérim)    | 2012               | 2013 | 11    | 5         | 0    | 6        | 46             |
| Rob Howley (intérim)    | 2016               | 2017 | 9     | 5         | 0    | 4        | 56             |
| Wayne Pivac             | 2019               | 2022 | 34    | 13        | 1    | 20       | 38             |
| Warren Gatland          | 2023               | 2025 | 26    | 7         | 0    | 19       | 26             |
| Matt Sherratt (intérim) | 2025               | 2025 | 5     | 1         | 0    | 4        | 20             |
| Steve Tandy             | 2025               |      |       |           |      |          |                |

## Les stades du pays de Galles

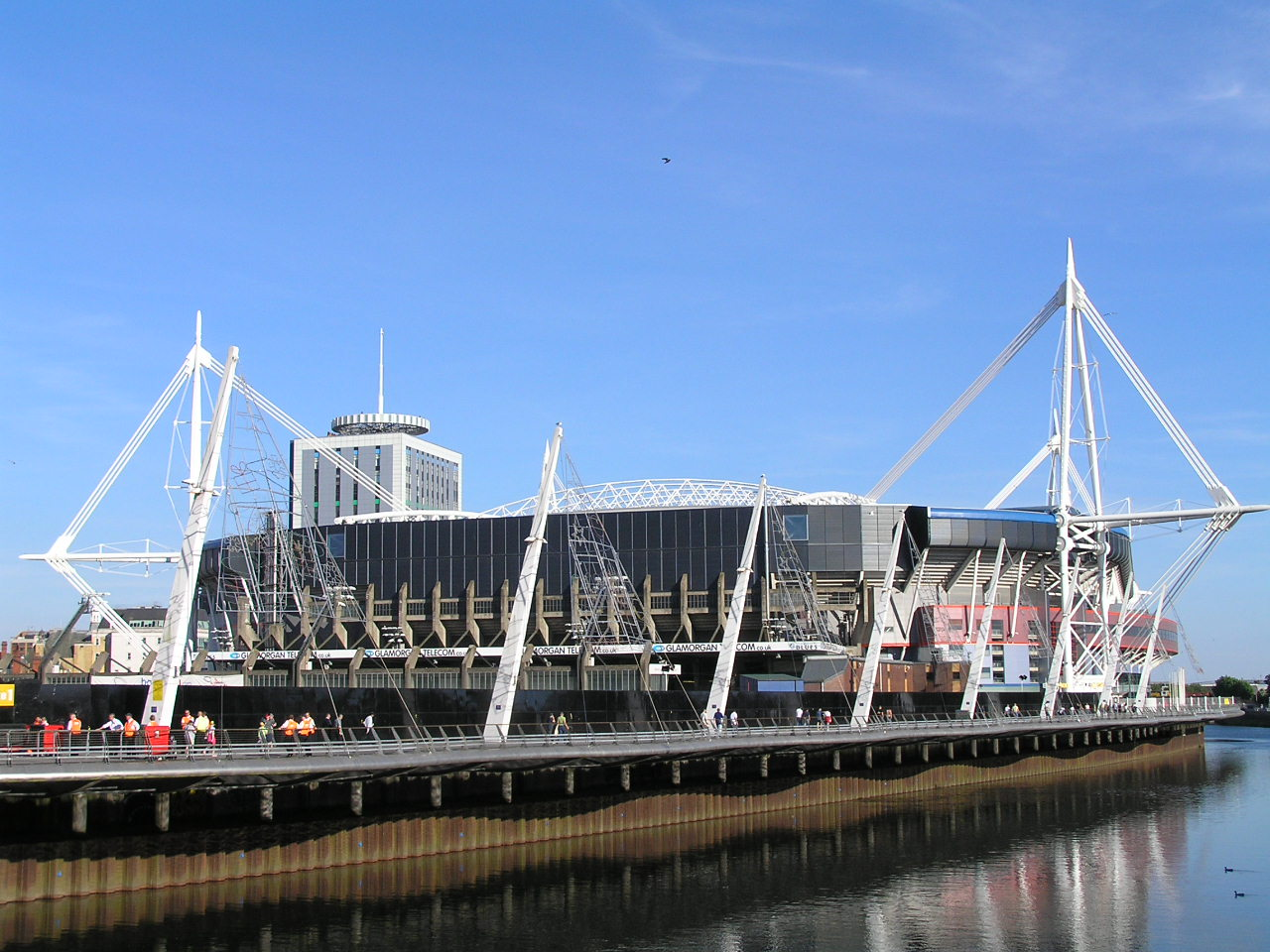
Le Millennium Stadium en mai 2006.

### Les premières rencontres à domicile
En 1876 le Cardiff Rugby Club est créé. Un peu plus tard en 1885, le stade Grand Stand ou Arms Park de Cardiff est inauguré. Le pays de Galles y joue comme il joue également à Swansea au Saint Helen's Ground, au Stradey Park de Llanelli et au Rodney Parade de Newport.
Ce sont là les quatre grands clubs et les quatre grandes villes qui ont dès les années 1890 forgé de nombreux internationaux au jeu révolutionnaire pour l'époque.

### Le nouvel Arms Park
L' Arms Park a la forme d'un bateau tourné vers la ville, placé en plein centre-ville amarré au bord de la minuscule rivière Taff. C'est un vaisseau qui est la fierté de tous les Gallois, le chœur de tout le rugby gallois. « Nous avons trois choses importantes à Cardiff », raconte un vieux rouquin à la face de travers. « Les pubs, le château du prince de Galles et, surtout, l' Arms Park. »
Car le National Stadium a abrité dans les années 1970 les grandes heures du rugby gallois où les chants gallois rythmaient les parties de grandes stars du rugby,
Il a été construit en 1967-69 et détruit en 1997, il avait alors une capacité de 52 000 places.

### Millennium Stadium
Le Millennium Stadium (Stadiwm y Mileniwm en gallois) est un stade de 74 500 places situé à Cardiff au Pays de Galles. C'est le stade national du pays de Galles. Propriété de la Welsh Rugby Union (entité organisatrice des compétitions de rugby à XV au pays de Galles), il a été construit à l'occasion de la Coupe du monde de rugby 1999 à l'emplacement du nouveau Cardiff Arms Park, appelé National Stadium.
Le premier match y ayant eu lieu était lors de la tournée d'été de  l'Afrique du Sud, le 26 juin 1999 (Victoire des Gallois par 29 à 19).
Répartition des seize matchs de Coupe du monde de rugby qui se sont joués au Millenium / Principality Stadium de Cardiff
Sept matchs de la Coupe du monde 1999 organisée par la fédération galloise y ont eu lieu : quatre de la poule D (celle du pays de Galles), le quart de finale entre l' Australie et Galles, la petite finale ainsi que la finale.
Le Millennium Stadium a été utilisé pendant la Coupe du monde de rugby à XV 2007 organisée par la France pour le match de quart de finale opposant la Nouvelle-Zélande à la France (victoire de celle-ci 20 à 18).
La Coupe du monde 2015 organisée par l'Angleterre a délocalisé huit matchs au Principality Stadium, six répartis sur trois des quatre poules et deux quarts de finale.

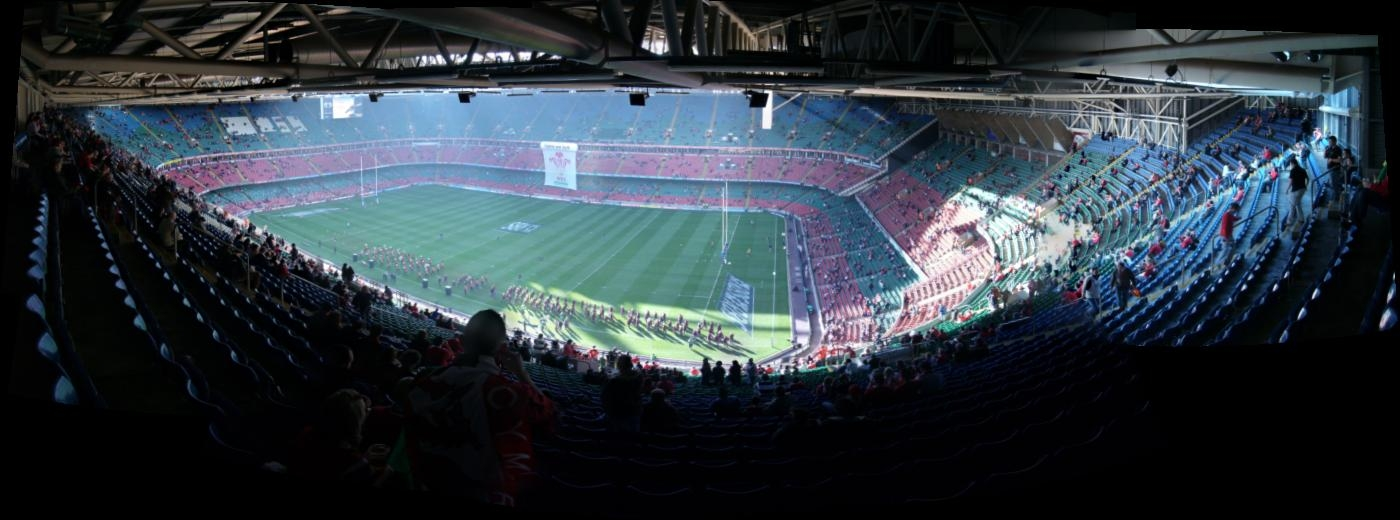
Le Millennium Stadium.

## Statistiques

### Statistiques sur les matchs

#### Bilan des matchs
Le tableau suivant dresse le bilan des matchs contre tous les adversaires de l'équipe du pays de Galles en test-match officiel.
L'équipe du pays de Galles est largement dominée par 2 équipes majeures du rugby à XV (Afrique du Sud et Nouvelle-Zélande). Elle est dominée moins nettement par l'Australie et a un bilan encore plus équilibré face à l'Angleterre et la France où elle est très légèrement dominée. Elle domine légèrement l'Argentine et l'Irlande mais encore plus nettement l'Écosse et surtout l'Italie.
| Adversaires       | Nombre de rencontres | Victoires galloises | Nuls | Défaites galloises | Victoires galloises (%) |
| ----------------- | -------------------- | ------------------- | ---- | ------------------ | ----------------------- |
| Afrique du Sud    | 43                   | 7                   | 1    | 35                 | 16.28                   |
| Angleterre        | 143                  | 61                  | 12   | 70                 | 42.66                   |
| Argentine         | 22                   | 14                  | 1    | 7                  | 63.64                   |
| Australie         | 49                   | 14                  | 1    | 34                 | 28.57                   |
| Barbarians        | 10                   | 4                   | 0    | 6                  | 50                      |
| Canada            | 13                   | 12                  | 0    | 1                  | 92.31                   |
| Écosse            | 131                  | 75                  | 3    | 53                 | 57.25                   |
| Espagne           | 1                    | 1                   | 0    | 0                  | 100                     |
| États-Unis        | 7                    | 7                   | 0    | 0                  | 100                     |
| Fidji             | 15                   | 12                  | 1    | 2                  | 80                      |
| France            | 106                  | 51                  | 3    | 52                 | 48.11                   |
| Géorgie           | 5                    | 4                   | 0    | 1                  | 80                      |
| Irlande           | 136                  | 70                  | 7    | 59                 | 51.47                   |
| Italie            | 34                   | 28                  | 1    | 5                  | 82.35                   |
| Japon             | 12                   | 10                  | 0    | 2                  | 83.33                   |
| Namibie           | 4                    | 4                   | 0    | 0                  | 100                     |
| Nouvelle-Zélande  | 37                   | 3                   | 0    | 34                 | 8.11                    |
| Pacific Islanders | 1                    | 1                   | 0    | 0                  | 100                     |
| Portugal          | 2                    | 2                   | 0    | 0                  | 100                     |
| Roumanie          | 8                    | 6                   | 0    | 2                  | 75                      |
| Samoa             | 10                   | 6                   | 0    | 4                  | 60                      |
| Tonga             | 9                    | 9                   | 0    | 0                  | 100                     |
| Uruguay           | 2                    | 2                   | 0    | 0                  | 100                     |
| Zimbabwe          | 3                    | 3                   | 0    | 0                  | 100                     |

#### Plus large victoire
La plus large victoire du pays de Galles est acquise sur le score de 98-0 contre le Japon en 2004.
Son record d'essai sur un seul match monte à un total de 16.

#### Plus large défaite
La plus large défaite du pays de Galles est concédée sur le score de 13 à 96 contre l'Afrique du Sud le 27 juin 1998.

### Statistiques concernant les joueurs
Les noms en gras indiquent les joueurs qui sont encore en activité.

#### Record de sélections

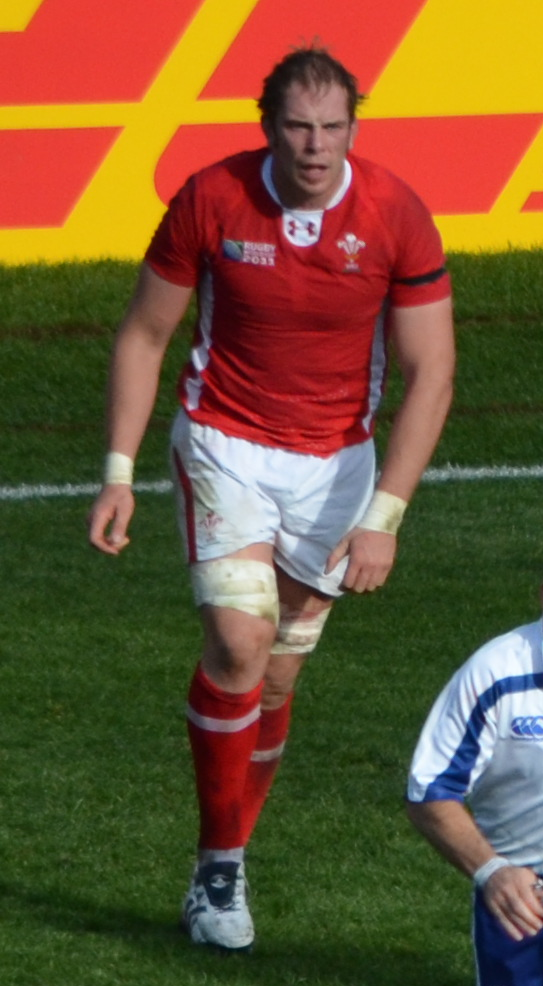
Alun Wyn Jones.

Il faut noter qu'un classement par nombre de sélections ne dépend pas que de la qualité du joueur mais aussi du nombre de rencontres internationales. La naissance de la coupe du monde en 1987, la périodicité désormais biannuelle des tournées et le passage du tournoi de cinq à six nations influent sur ce classement et doivent donc être rappelés.
| Rang | Joueur          | Parcours en équipe nationale | Sélections |
| ---- | --------------- | ---------------------------- | ---------- |
| 1    | Alun Wyn Jones  | 2006-2023                    | 158        |
| 2    | Gethin Jenkins  | 2002-2016                    | 129        |
| 3    | George North    | 2010-2024                    | 121        |
| 4    | Dan Biggar      | 2008-2023                    | 112        |
| 5    | Stephen Jones   | 1998-2011                    | 104        |
| -    | Taulupe Faletau | 2011-                        | 104        |
| 7    | Leigh Halfpenny | 2008-2023                    | 101        |
| 8    | Gareth Thomas   | 1995-2007                    | 100        |
| 8    | Martyn Williams | 1996-2012                    | 100        |
| 10   | Jonathan Davies | 2009-2022                    | 96         |

#### Record de points

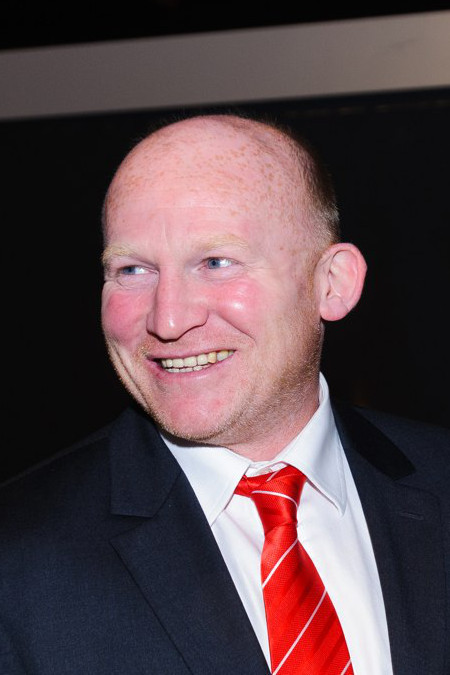
Neil Jenkins.

| Rang | Joueur          | Parcours en équipe nationale | Points |
| ---- | --------------- | ---------------------------- | ------ |
| 1    | Neil Jenkins    | 1991-2002                    | 1049   |
| 2    | Stephen Jones   | 1998-2011                    | 917    |
| 3    | Leigh Halfpenny | 2008-2023                    | 801    |
| 4    | Dan Biggar      | 2008-2023                    | 621    |
| 5    | James Hook      | 2006-2015                    | 352    |
| 6    | Paul Thorburn   | 1985-1991                    | 304    |
| 7    | Shane Williams  | 2000-2011                    | 290    |
| 8    | George North    | 2010-2024                    | 235    |
| 9    | Arwel Thomas    | 1996-2000                    | 211    |
| 10   | Gareth Thomas   | 1995-2007                    | 200    |

#### Record d'essais

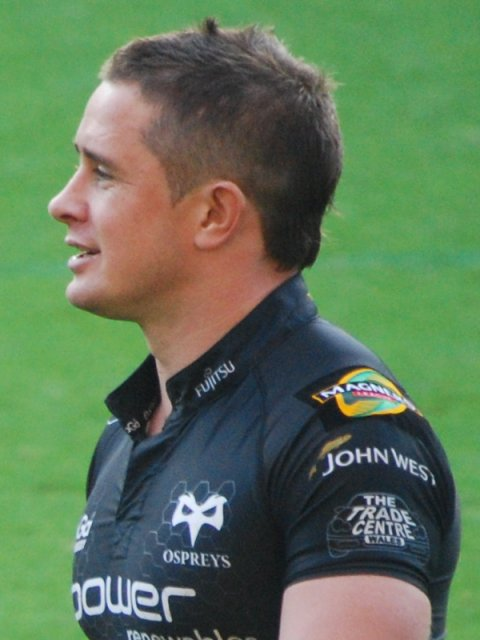
Shane Williams en 2008.

Shane Williams est le joueur qui a marqué le plus grand nombre d'essais avec le XV gallois. Après un début impressionnant (24 essais en 29 tests entre 2000 et 2005), il a confirmé tout en étant tributaire du rendement de l'équipe nationale (40 essais en 55 tests entre 2000 et 2008).
| Rang | Joueur         | Parcours en équipe nationale | Essais |
| ---- | -------------- | ---------------------------- | ------ |
| 1    | Shane Williams | 2000-2011                    | 58     |
| 2    | George North   | 2010-2024                    | 47     |
| 3    | Gareth Thomas  | 1995-2007                    | 40     |
| 4    | Ieuan Evans    | 1987-1998                    | 33     |
| 5    | Colin Charvis  | 1996-2007                    | 22     |
| 6    | Josh Adams     | 2018-                        | 21     |
| 6    | Liam Williams  | 2012-                        | 21     |
| 8    | Gerald Davies  | 1966-1978                    | 20     |
| 8    | Gareth Edwards | 1967-1978                    | 20     |
| 8    | Tom Shanklin   | 2001-2010                    | 20     |

## Aspects socio-économiques

### Popularité du rugby à XV au pays de Galles et ses conséquences

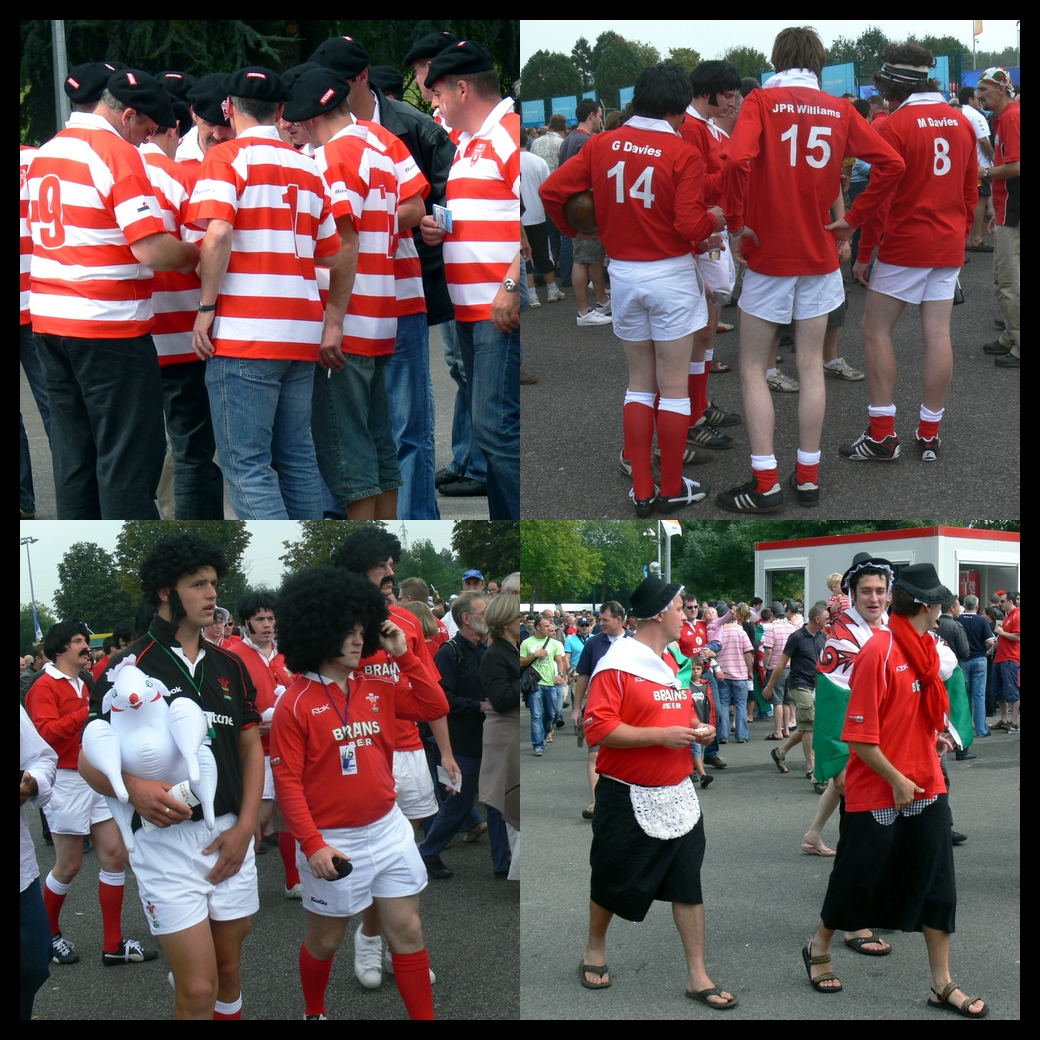
Supporters gallois pendant la Coupe du monde 2007.

Le pays de Galles avait deux identités, les mines et le rugby : gueules noires et rugbymen. Les mines ont disparu, le rugby est moins écarlate aujourd'hui. Aujourd'hui, seul le second résiste encore. Et l'équipe nationale est toujours aussi populaire. Le rugby à XV est une véritable religion qui fait partie de la culture nationale du pays de Galles et qui est pratiqué par environ 17 500 joueurs licenciés.
La tradition des chœurs du pays de Galles se traduit par des chansons interprétées lors des matchs de rugby à XV. Des chansons populaires parmi les supporters sont Delilah de Tom Jones, Cwm Rhondda et Calon Lan. Par rapport à sa taille réduite, le pays de Galles a un impact hors de proportions sur le jeu, il fournit de grands noms au rugby à XV, de nombreux joueurs aux Barbarians et aux Lions britanniques, et il a obtenu de très bons résultats en Coupe du monde et dans le Tournoi des Six Nations.

### Couverture audiovisuelle
Les droits de retransmission au Royaume-Uni des matchs du XV gallois sont détenus par la BBC qui possède l'exclusivité pour les matchs du tournoi des six nations et les autres rencontres,. Au pays de Galles, les matchs sont retransmis par les chaînes de la BBC Sport Wales.

### Aspects économiques
Les droits de télévision, le sponsoring et la vente de billets d'entrée aux matchs du Tournoi sont des sources de revenus importantes pour les fédérations de rugby.
Les profits générés par le Tournoi sont partagés entre les fédérations nationales de rugby en plusieurs parts selon différents critères :
- une part répartie également entre les pays membres ;
- une part qui est fonction du nombre de clubs de chaque pays ;
- une part qui est fonction du classement des sélections.

Plusieurs grands groupes industriels sponsorisent le rugby à XV et, en particulier, le Tournoi des six nations. Pour ces groupes, le rugby représente l'esprit d'équipe, la convivialité, la puissance. Autant de valeurs auxquels ils souscrivent et souhaitent être associés. Les sponsors bénéficient d'une excellente visibilité pendant la retransmission des matchs du Tournoi des six nations, la présence d'une marque sur les panneaux publicitaires qui entourent le terrain représente environ 1,6 million d'euros d'équivalent publicitaire.
La Welsh Rugby Union a fait des profits en 2005, l’année du dernier Grand Chelem du pays de Galles, et aussi en 2006 grâce notamment à la fidélité de leurs supporters (500 000 spectateurs lors des 7 matchs disputés à domicile) car la vente de billets représente près de 60 % des recettes,.
Le Grand chelem a permis aussi à la fédération d’augmenter les recettes par les sponsors et la vente de maillots (650 000 £). Une autre source de revenus est venue par l’organisation d’événements extra-sportifs au Millenium stadium.
Le public se déplace de loin et en masse. Aussi, les hôtels, les transports, les commerces profitent directement de l'organisation des matchs.

## «Diables Rouges»?
Les joueurs du XV de Galles sont fréquemment appelés Diables Rouges par les commentateurs lors de retransmissions audiovisuelles en France. Son origine est incertaine mais l'appellation est maintenant entrée dans les habitudes et elle est largement reprise hors des médias audiovisuels. La coutume fait désormais loi. Il s'agit pourtant d'un abus de langage car le terme Diables Rouges désigne plusieurs équipes (principalement l'équipe de football de Manchester United et l'équipe nationale de football belge). Ce terme est peu utilisé dans les médias britanniques, même si on peut parfois le rencontrer. Ces médias utilisent l'expression Red Dragons.